# 訃報 2025年6月
訃報 2025年6月（ふほう 2025ねん6がつ）においては、2025年6月の物故者（メディアによる報道ならびに関係する機関もしくは団体・法人などから伝達・告知が実施された人物を含む）についてまとめるものとする。

## 1日 - 15日

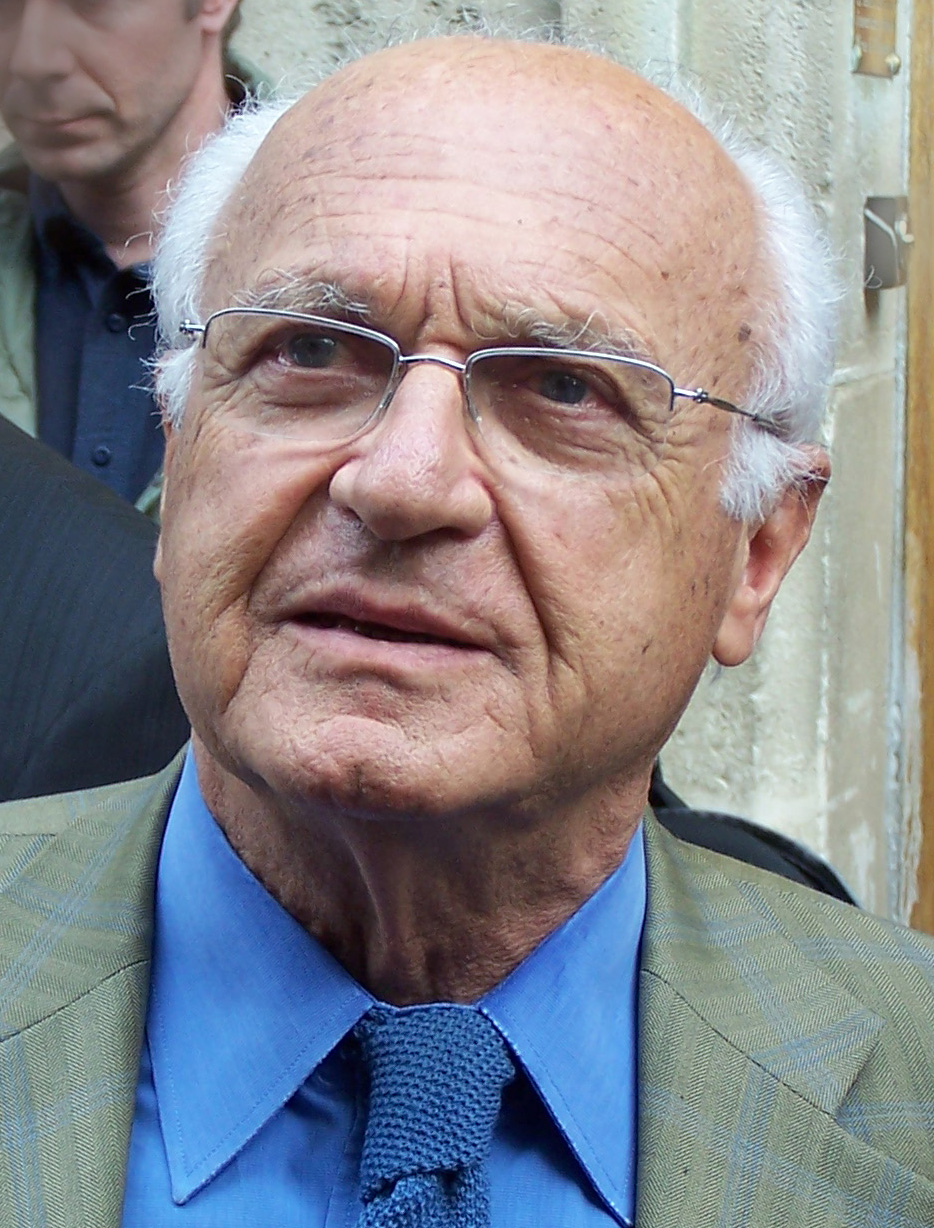
ピエール・ノラ／6月2日没

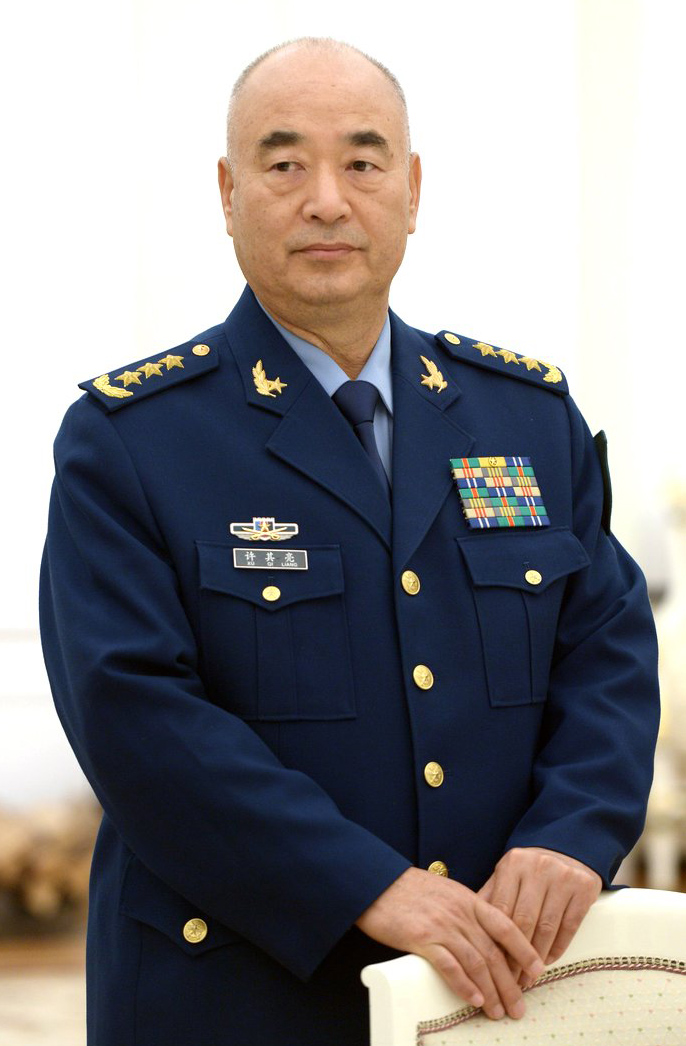
許其亮／6月2日没

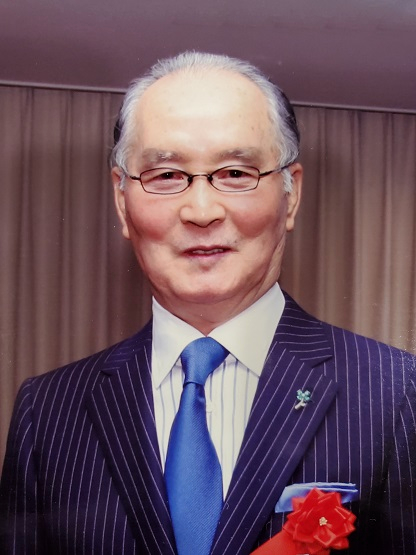
長嶋茂雄／6月3日没

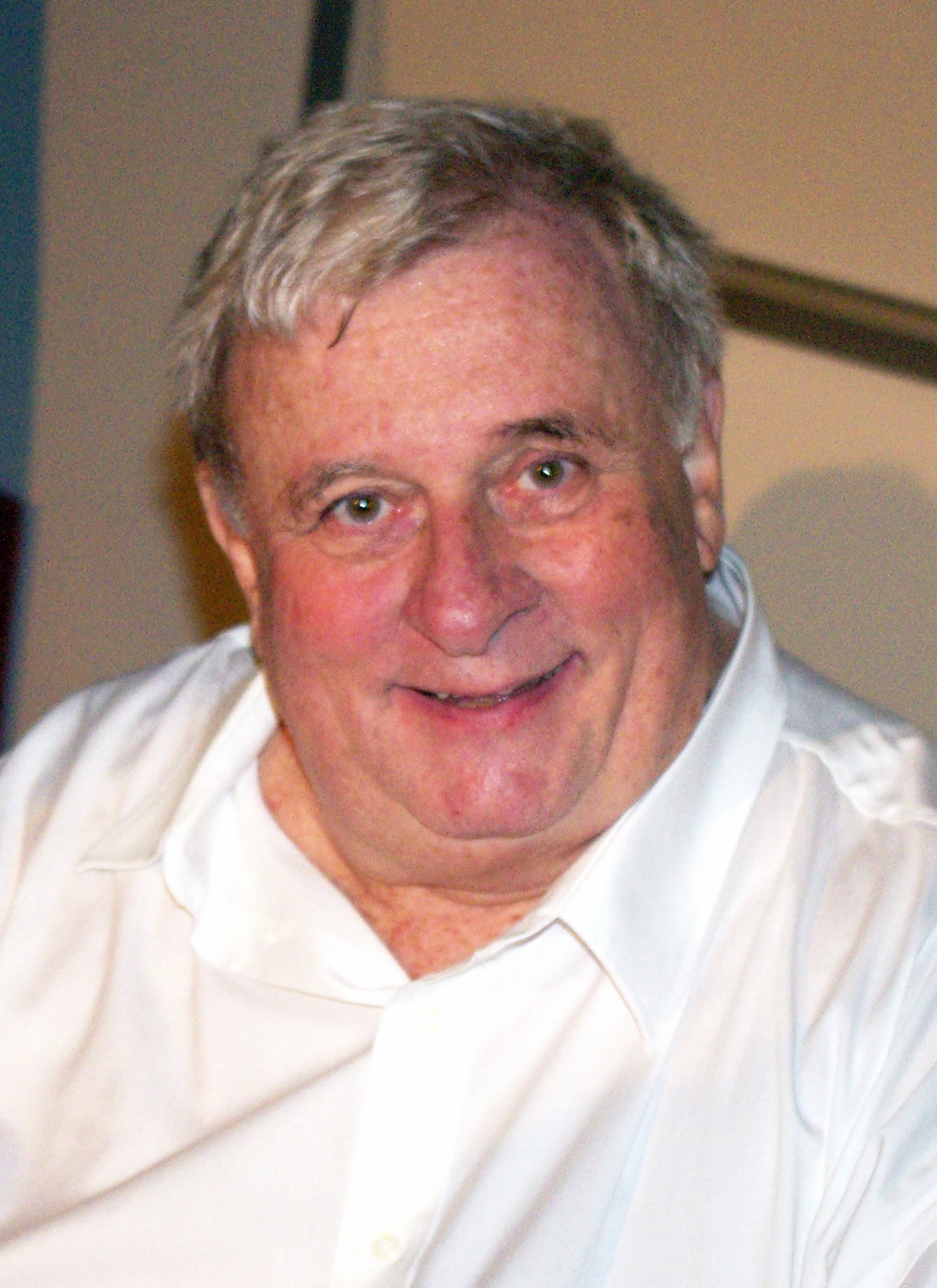
エドマンド・ホワイト／6月3日没

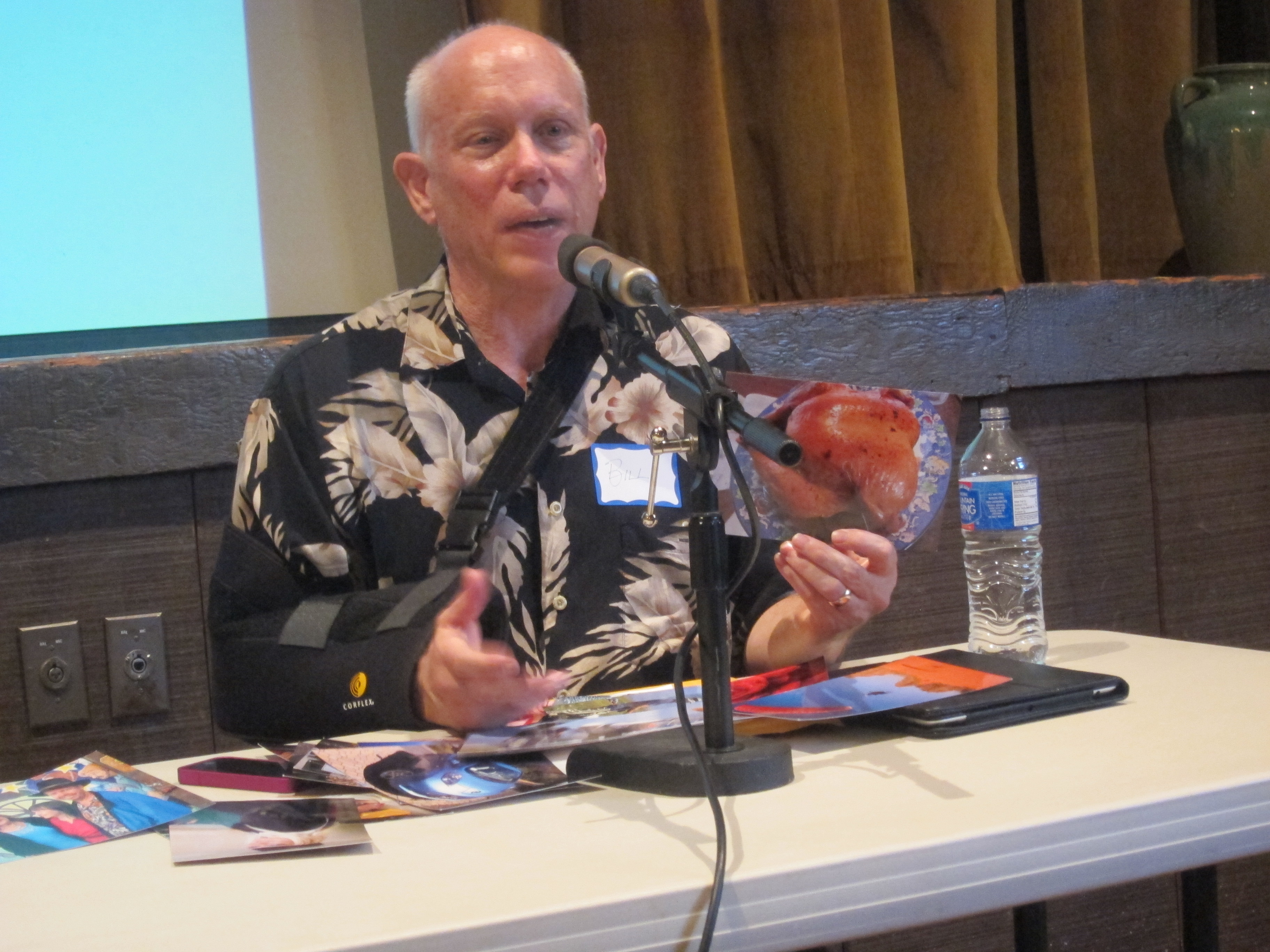
ビル・アトキンソン／6月5日没

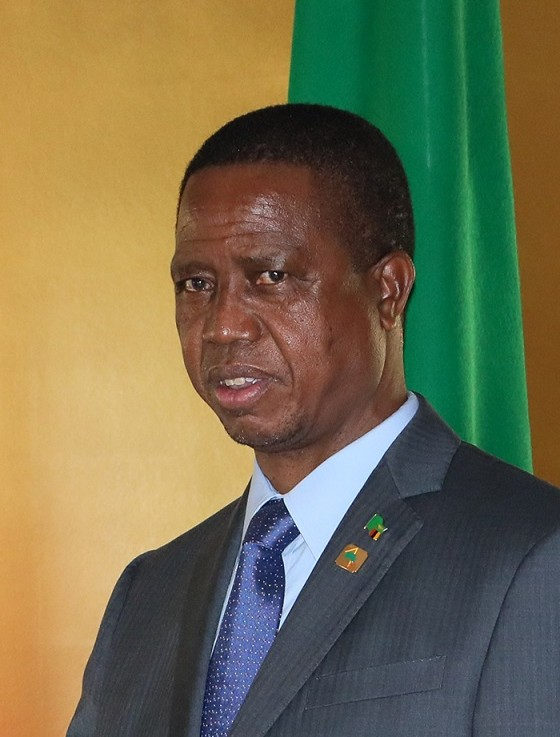
エドガー・ルング／6月5日没

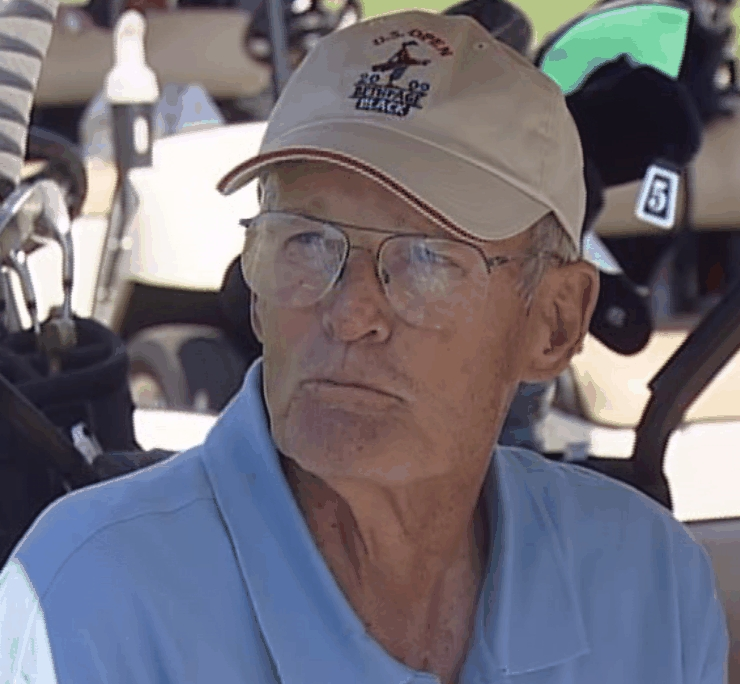
アルバート・H・クルーズ／6月7日没

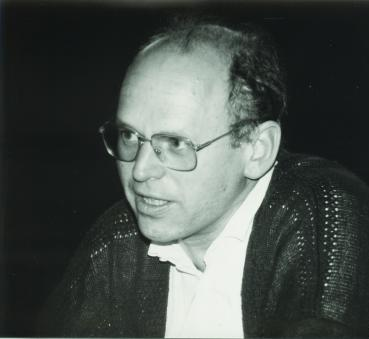
クラウス・P・シュノア／6月8日没

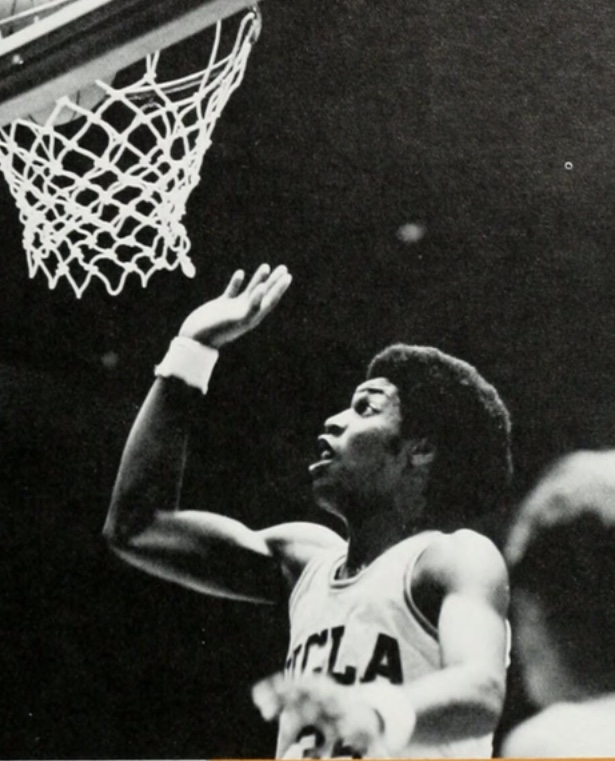
デイヴィッド・グリーンウッド／6月8日没

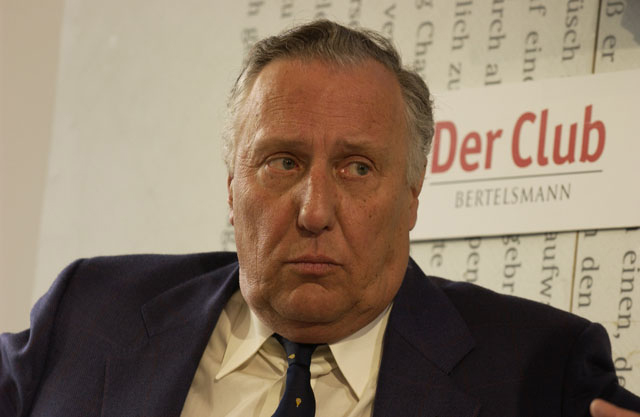
フレデリック・フォーサイス／6月9日没

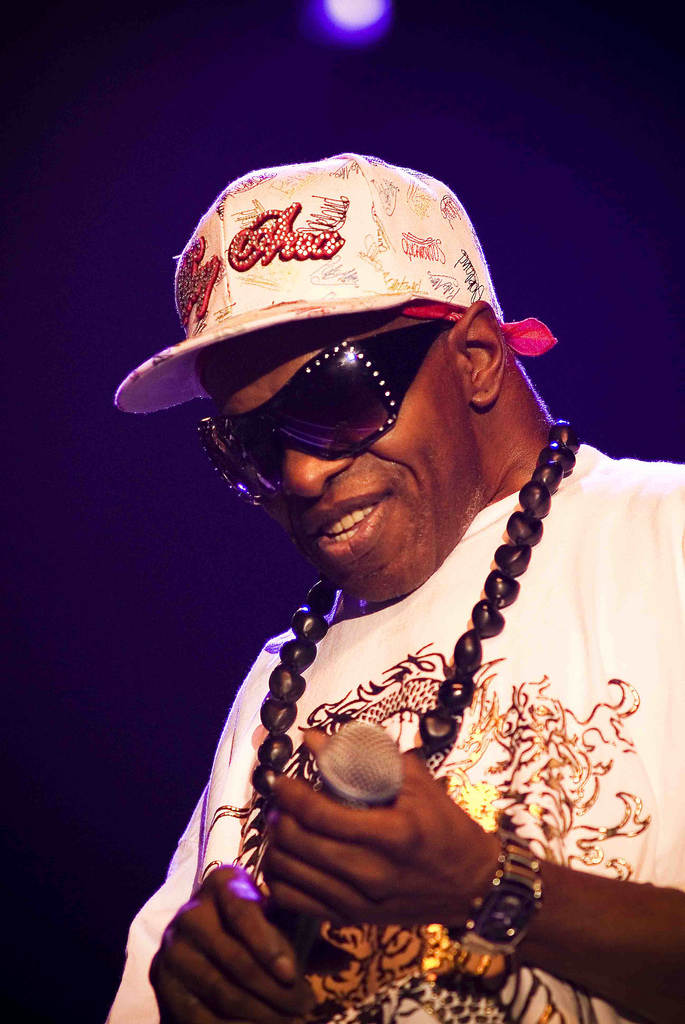
スライ・ストーン／6月9日没

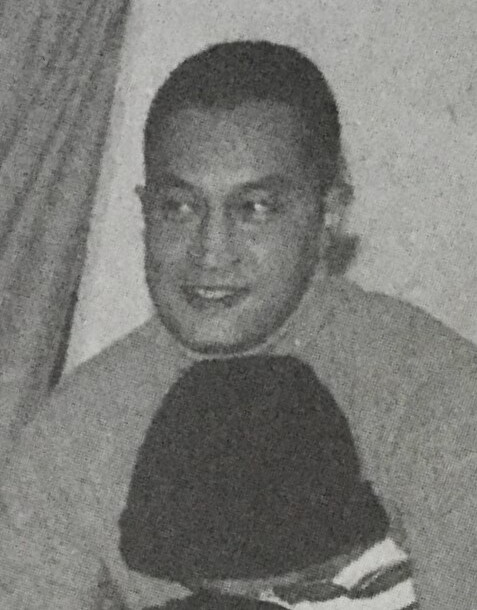
スチンダー・クラープラユーン／6月10日没

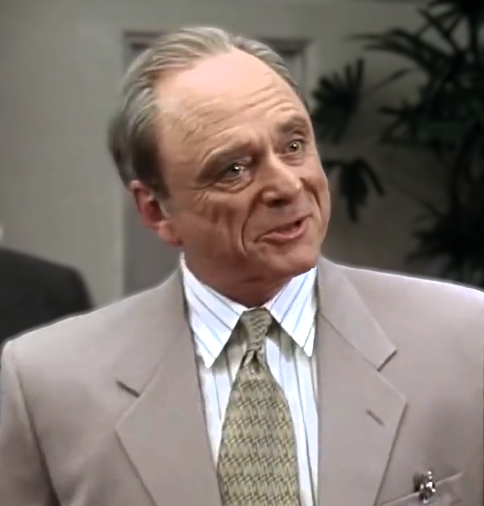
ハリス・ユーリン／6月10日没

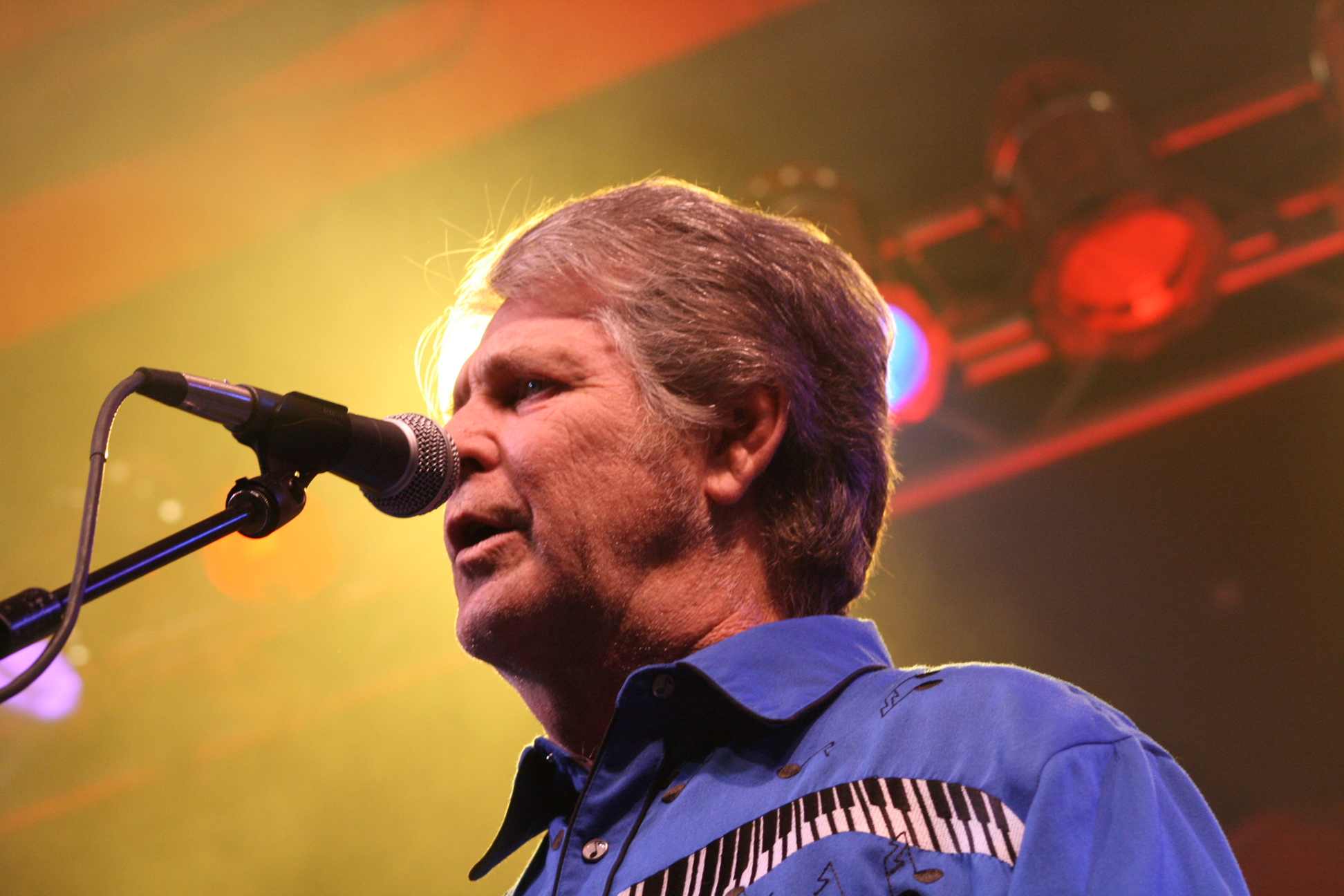
ブライアン・ウィルソン／6月11日没

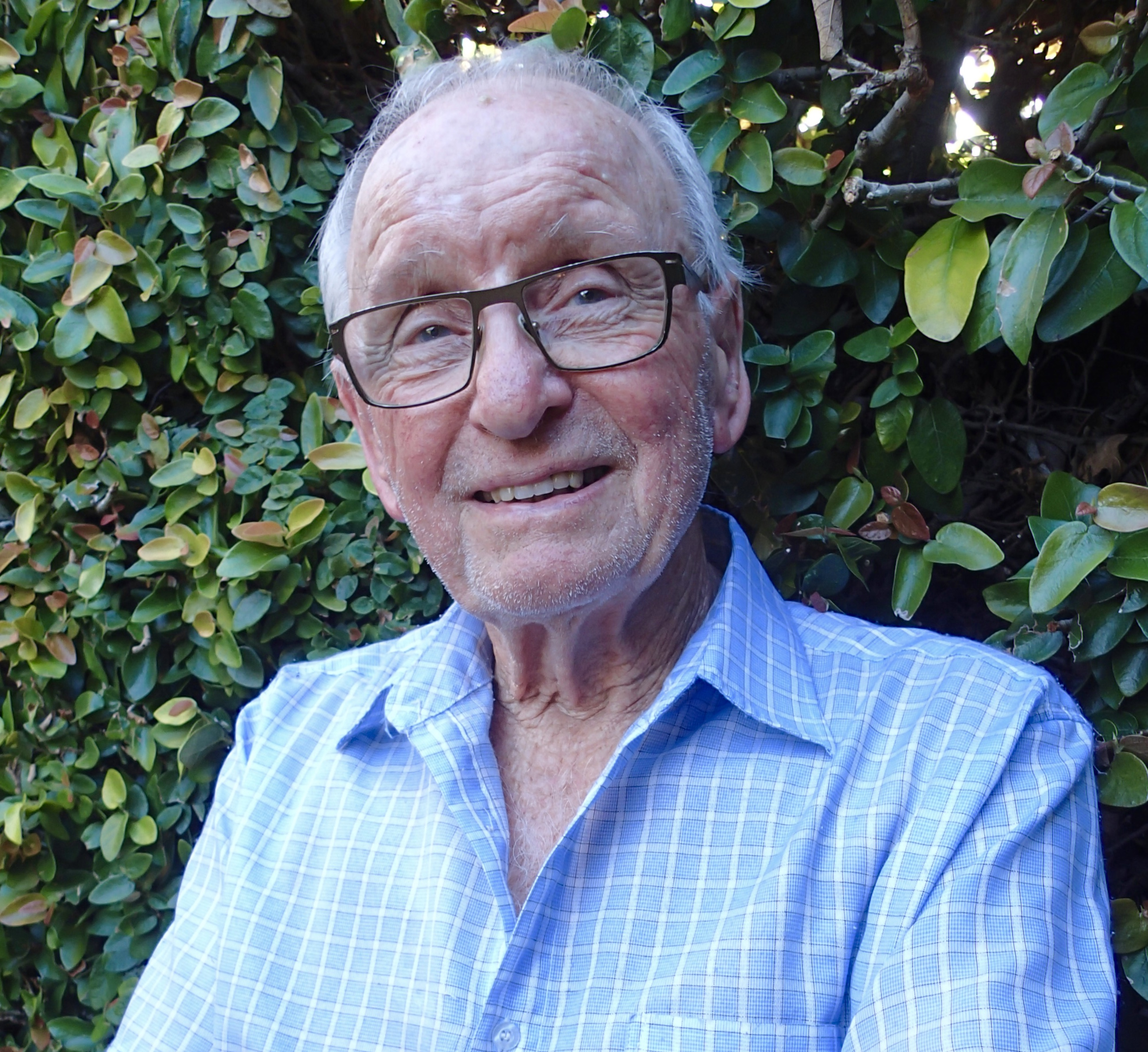
モーリス・ジー／6月12日没

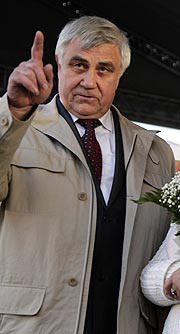
ニコライ・ヴィノグラードフ／6月12日没

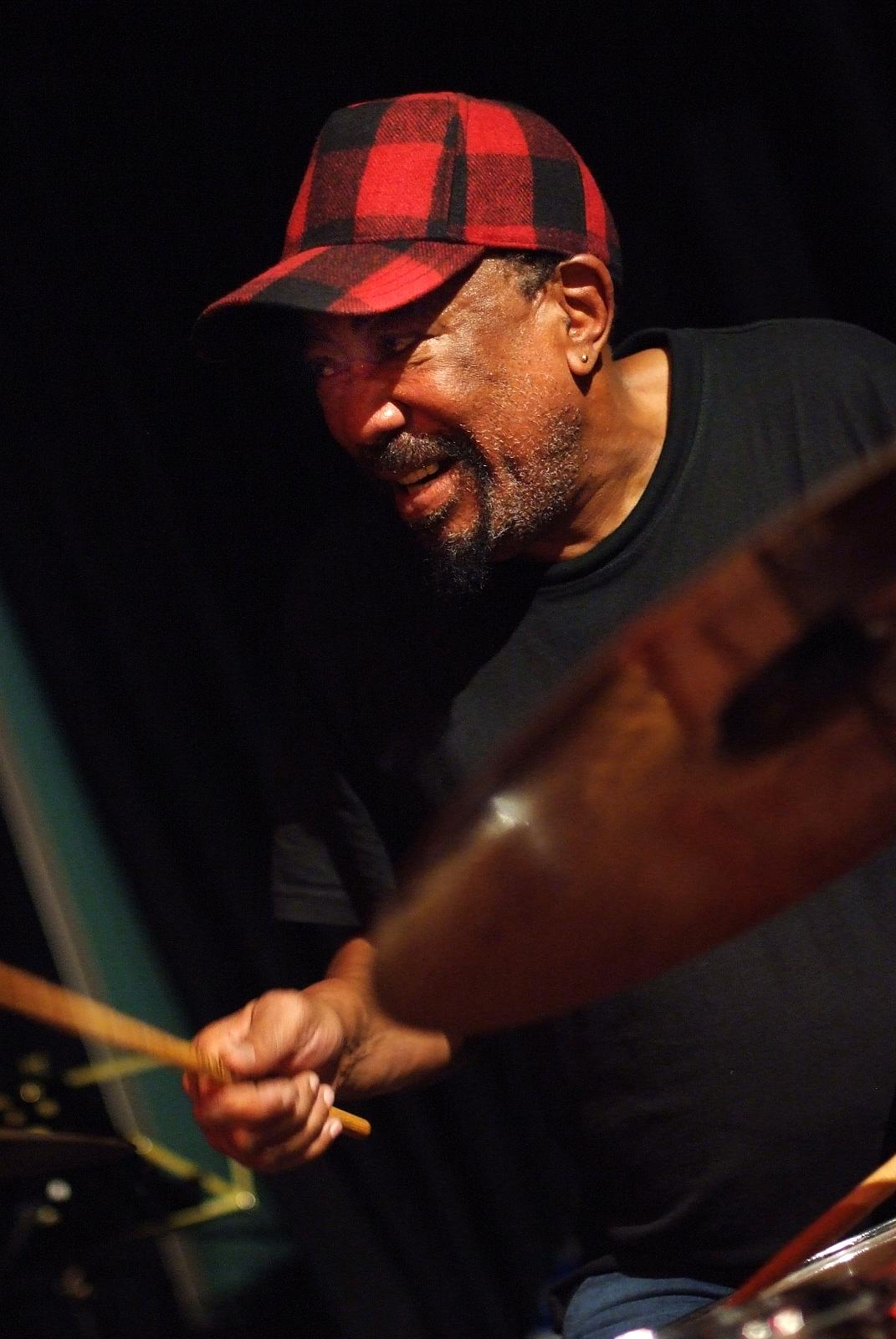
ルイス・モホロ＝モホロ／6月13日没

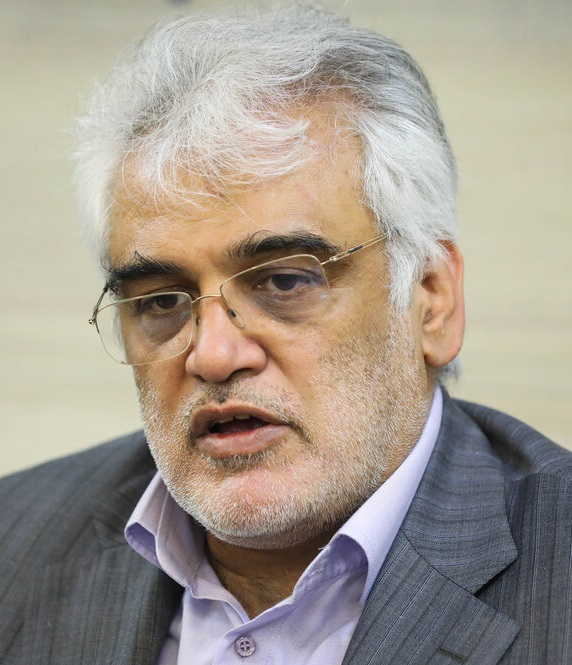
モハンマド・メフディー・テヘラーンチー／6月13日没

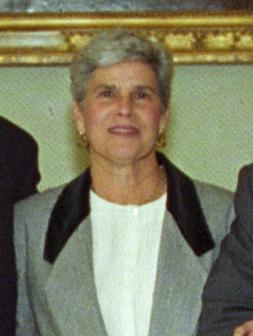
ビオレタ・バリオス・デ・チャモロ／6月14日没

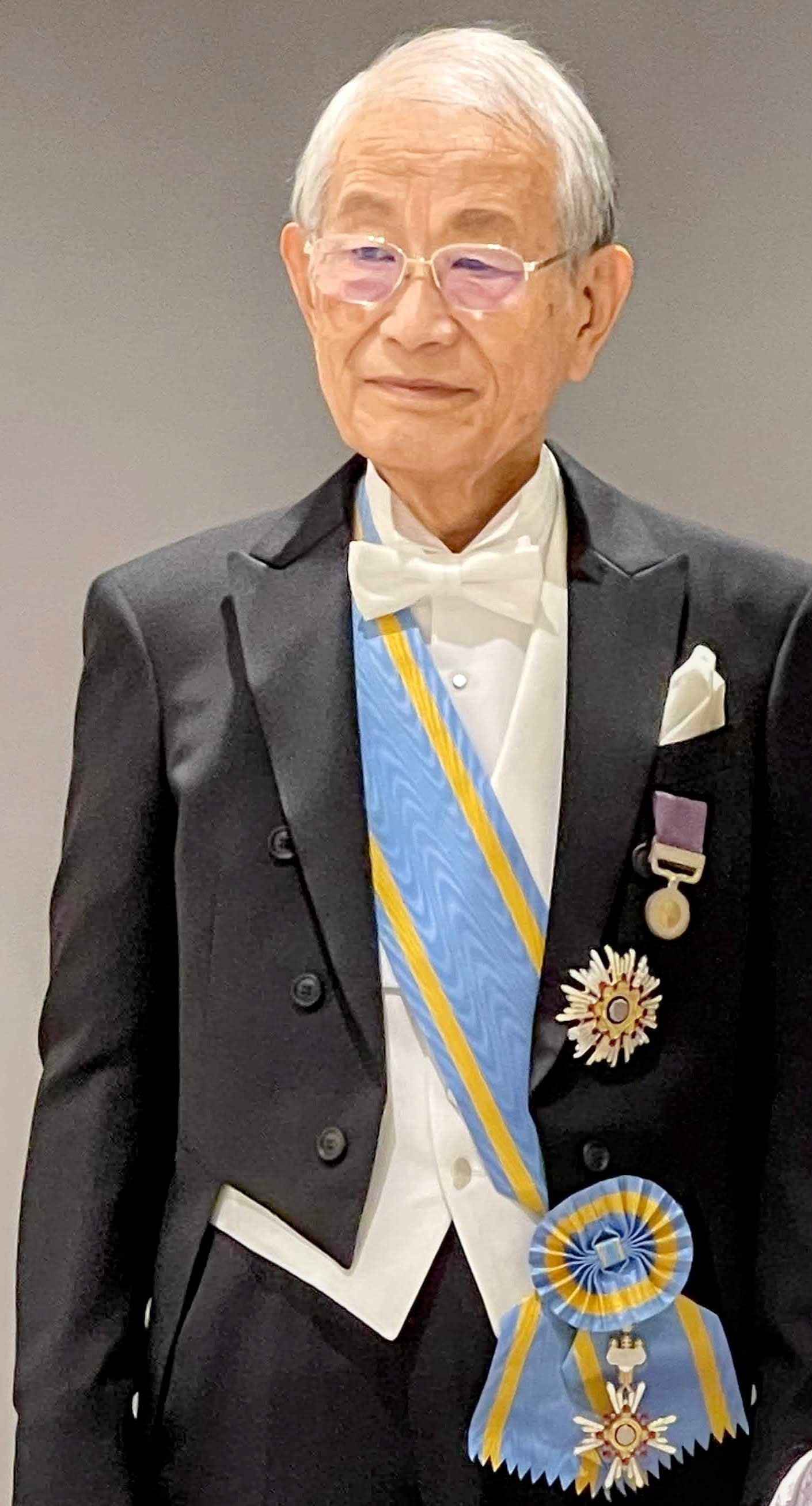
松本紘／6月15日没

- 6月1日 - 川股博、日本の政治家、元北海道由仁町議会議員・議長、元全国町村議会議長会会長（* 1934年?）[1]
- 6月1日 - 熊坂成剛、日本の政治家、元北海道函館市議会議員・議長（* 1934年?）[2]
- 6月1日 - アイシェ・セイトムラトワ（英語版、クリミア・タタール語版、ロシア語版）、ソビエト連邦、アメリカ合衆国のクリミア・タタール人の人権活動家、政治活動家、政治犯、亡命者（* 1937年）[3]
- 6月1日 - モニカ・ニールセン（英語版、スウェーデン語版）、スウェーデンの女優、歌手（* 1937年）[4]
- 6月1日 - 久我清、日本の理論経済学者、大阪大学名誉教授（* 1940年）[5]
- 6月1日（訃報発表日） - ラチー・スチュワート（英語版）、イギリスの元長距離走選手（* 1943年）[6]
- 6月1日 - フレッド・エスペナック（英語版）、アメリカ合衆国の天体物理学者、日食研究者、元ゴダード宇宙飛行センター研究員（* 1953年）[7]
- 6月1日 - ビクトル・マヌエル・オチョア・カダビド（英語版、スペイン語版）、コロンビアのカトリック教会の聖職者、同国軍事教区（英語版）司教、元マラガ（英語版）＝ソアタ（英語版）教区・ククタ教区司教、元メデジン大司教区補佐司教、元サン・レオーネ名義司教（* 1962年）[8]
- 6月1日 - ジョナサン・ジョス（英語版）、アメリカ合衆国の声優（* 1965年）[9]
- 6月2日 - ジョン・R・ゴーマン（英語版）、アメリカ合衆国のカトリック教会の聖職者、元シカゴ大司教区補佐司教、カトゥーラ（英語版）名義司教（* 1925年）[8]
- 6月2日 - ピエール・ノラ、フランスの歴史家（* 1931年）[10]
- 6月2日 - 浜田昭八、日本のスポーツライター（* 1933年）[11]
- 6月2日 - グスターフ・ムラース（英語版）、チェコスロバキア、スロバキアの元サッカー選手、元チェコスロバキア代表（* 1934年）[12]
- 6月2日 - 遠藤風琴、日本の俳人、わかば代表（* 1935年?）[13]
- 6月2日 - タン・ユー・ホック（英語版、インドネシア語版、中国語版）、インドネシアの元バドミントン選手（* 1937年）[14]
- 6月2日 - レ・ヴァン・ティエット（英語版、ベトナム語版）、南ベトナム、ベトナムの元卓球選手、指導者（* 1939年）[15]
- 6月2日 - 堀照夫、日本の繊維学者、高分子材料工学者、福井大学名誉教授（* 1946年?）[16]
- 6月2日 - ヘンリー・レッペ（英語版、フィンランド語版）、フィンランドの元プロアイスホッケー選手、元同国代表（* 1947年）[17]
- 6月2日 - デイヴィッド・マクギリヴレイ、カナダの元フィギュアスケーター（* 1949年）[18]
- 6月2日 - 許其亮、中華人民共和国の空軍軍人、政治家、中国人民解放軍空軍上将、元中国人民解放軍副総参謀長・空軍司令官、元中国共産党中央政治局委員・中央軍事委員会副主席、元国家中央軍事委員会副主席（* 1950年）[19]
- 6月2日 - コリン・ジャーウッド（英語版）、イギリスの歌手、「コンフリクト（英語版）」のメンバー（* 1962年）[20]
- 6月3日（訃報発表日） - サミーハ・アユーブ（英語版、アラビア語版）、エジプトの女優（* 1932年）[21]
- 6月3日 - 増田信行、日本の実業家、元三菱重工業社長（* 1934年）[22]
- 6月3日 - 高原康彦、日本のシステム科学者、経営情報学者、東京工業大学名誉教授（* 1935年?）[23]
- 6月3日 - 長嶋茂雄、日本の元プロ野球選手【読売ジャイアンツ所属】、指導者【読売ジャイアンツ終身名誉監督】（* 1936年）[24]
- 6月3日（訃報発表日） - エウジェン・ドガ（英語版、ルーマニア語版、ロシア語版）、ソビエト連邦、モルドバ、ロシアの作曲家（* 1937年）[25]
- 6月3日 - ジム・マーシャル（英語版）、アメリカ合衆国の元プロアメリカンフットボール選手（* 1937年）[26]
- 6月3日 - 藤原義久、日本の作曲家、山形大学名誉教授（* 1939年）[27]
- 6月3日 - 大日方聡夫、日本の量子力学者、元日本大学教授、元まめってぇ鬼無里理事長（* 1939年?）[28]
- 6月3日 - エドマンド・ホワイト、アメリカ合衆国の小説家、劇作家、エッセイスト、プリンストン大学教授、元ブラウン大学教員（* 1940年）[29]
- 6月3日 - 荒屋昌夫、日本のジャーナリスト、実業家、元中日新聞社相談役・常務取締役・取締役東海本社代表、元中日本開発代表取締役社長（* 1940年?）[30]
- 6月3日 - サーン・キムシーアン（英語版、クメール語版）、カンボジアのボッカタオの武道家、指導者（* 1945年）[31]
- 6月3日 - フランク・フェラーリ（オランダ語版）（フランク・ファース）、オランダの歌手、元「フェラーリ（オランダ語版）」のメンバー（* 1945年）[32]
- 6月3日 - 川石雅也、日本の実業家、灘菊酒造取締役会長（* 1946年?）[33]
- 6月3日 - ゲイリー・ボイド（英語版）、アメリカ合衆国の元プロ野球選手（* 1946年）[34]
- 6月3日 - ヨシュカ・ブロズ（英語版、セルビア語版）、セルビアの政治家、元国民議会議員、元セルビア共産党（英語版）党首（* 1947年）[35]
- 6月3日 - ペーテル・デ・ビー（オランダ語版）、オランダのジャーナリスト、テレビ司会者、ラジオパーソナリティ（* 1950年）[36]
- 6月3日 - 林正杰（中国語版）、中華民国（台湾）の政治家、元立法委員、元台北市議会議員（* 1952年）[37]
- 6月3日 - 趙亜溥（中国語版）、中華人民共和国の力学者、中国科学院力学研究所研究員、中国科学院大学崗位教授（* 1963年）[38]
- 6月3日 - 古屋隆慶、日本の政治家、元山梨県一宮町長（* 生年不明）[39]
- 6月4日 - ニエデ・ギドン（英語版、ポルトガル語版）、ブラジルの考古学者（* 1933年）[40]
- 6月4日 - エドゥアルド・ガジェイロ（英語版、ポルトガル語版）、ポルトガルのフォトジャーナリスト（* 1935年）[41]
- 6月4日 - 阿部穆、日本のジャーナリスト、実業家、元産経新聞社取締役、元長野放送代表取締役副社長（* 1935年）[42]
- 6月4日 - フィリップ・ラブロ（英語版、フランス語版）、フランスのジャーナリスト、作家、映画監督、作詞家（* 1936年）[43]
- 6月4日 - ニコール・クロワジーユ（英語版、フランス語版）、フランスの歌手、女優（* 1936年）[44]
- 6月4日 - 許南珏、大韓民国の実業家、三養通商（朝鮮語版）会長（* 1938年）[45]
- 6月4日 - エンツォ・スタヨーラ（英語版、イタリア語版）、イタリアの数学教師、俳優（* 1939年）[46]
- 6月4日 - 粕田良一、日本の政治家、元茨城県議会議員・議長（* 1940年?）[47]
- 6月4日 - 梶原秀樹、日本の実業家、ププレひまわり創業者（* 1946年）[48]
- 6月4日 - マルク・ガルノー（英語版、フランス語版）、カナダの宇宙飛行士、政治家、元外相・交通相、元庶民院議員、元宇宙庁総裁（* 1949年）[49]
- 6月4日 - 五十嵐良雄、日本の小児科医、浜松医科大学名誉教授（* 生年不明）[50][51]
- 6月5日 - 間譲嗣、日本の政治家、元岐阜県中津川市議会議員・副議長（* 1932年?）[52]
- 6月5日 - ウォルター・ブリュッゲマン（英語版）、アメリカ合衆国の神学者、旧約聖書の聖書学者（* 1933年）[53]
- 6月5日 - 小池康雄、日本の実業家、小池酸素工業社主・元社長・元会長（* 1935年?）[54]
- 6月5日 - 金世択（朝鮮語版）、大韓民国の外交官、元駐シンガポール・デンマーク大使（* 1938年）[55]
- 6月5日（訃報発表日） - 傅翠和（中国語版）、中華人民共和国の軍人、政治家、中国人民解放軍少将、元全国人民代表大会代表、元中国共産党全国代表大会代表、元中国人民解放軍舟嵊守備区（中国語版）・第二軍医大学政治委員（* 1940年）[56]
- 6月5日 - 遠藤孝也、日本の実業家、元三菱地所代表取締役専務執行役員（* 1946年?）[57]
- 6月5日 - ビル・アトキンソン、アメリカ合衆国のソフトウェアエンジニア、自然写真家（* 1951年）[58]
- 6月5日（訃報発表日） - アナトリー・グニツキー（英語版、ロシア語版）、ソビエト連邦、ロシアの詩人、劇作家、ジャーナリスト、「アクアリウム（英語版）」の共同創設者（* 1953年）[59]
- 6月5日 - エドガー・ルング、ザンビアの弁護士、政治家、元大統領、元内務相・司法相・国防相、元国民議会議員（* 1956年）[60]
- 6月5日 - ウェイン・ルイス（英語版）、アメリカ合衆国のシンガーソングライター、「アトランティック・スター」のメンバー（* 1956年?）[61]
- 6月5日 - 西村智彦、日本のギタリスト、「SING LIKE TALKING」のメンバー（* 1964年）[62]
- 6月5日 - 熊谷公喜、日本の実業家、熊建代表取締役社長（* 1977年?）[63]
- 6月6日 - ライディ（英語版、中国語版）、中華人民共和国の政治家、元全国人民代表大会常務委員会副委員長、元チベット自治区人民代表大会常務委員会主任、元中国共産党中央委員会委員・チベット自治区委員会常務副書記・ナクチュ地区委員会書記、元チベット自治区政治協商会議主席（* 1938年）[64]
- 6月6日 - 木下孝、日本の地方公務員、元北海道標津町助役（* 1939年?）[65]
- 6月6日 - 大塚祐司、日本の元プロ野球選手【阪急ブレーブス所属】（* 1940年）[66]
- 6月6日（訃報発表日） - ブルグル・レオ（英語版、ドイツ語版）、ドイツの元アルペンスキー選手（* 1945年）[67]
- 6月6日 - チャンギート（ホセ・ルイス・キンターナ・フエンテス）、キューバのパーカッショニスト（* 1948年）[68]
- 6月6日 - 常盤秀次、日本のアナウンサー、ラジオパーソナリティ【ウルトラFM所属】（* 1955年）[69]
- 6月6日 - 藤ノ川祐兒（服部祐兒）、日本の元大相撲力士【伊勢ノ海部屋所属】、体育学者、アマチュア相撲指導者、スポーツ解説者、東海学園大学教授・元相撲部監督（* 1960年）[70]
- 6月7日 - 顔正華（中国語版）、中華人民共和国の中国医学者、薬学者、医学教育者、北京中医薬大学終身教授（* 1920年）[71]
- 6月7日 - アルバート・H・クルーズ、アメリカ合衆国の空軍軍人、テストパイロット、宇宙飛行士、アメリカ空軍大佐（* 1929年）[72]
- 6月7日（訃報発表日） - トニー・ジョーダン（英語版）、イギリスの元バドミントン選手、ゴルファー（* 1934年）[73]
- 6月7日（訃報発表日） - ルイス・ジャランドーニ（英語版）、フィリピン、オランダの労働運動家、政治活動家、カトリック教会の聖職者、亡命者、元フィリピン民族民主戦線（英語版）議長、国民解放のためのキリスト教徒（英語版）創設者（* 1937年）[74]
- 6月7日 - 内田敦己、日本の実業家、元三和シヤッター工業常務（* 1937年?）[75]
- 6月7日 - ヴラディミール・スムトニー（英語版、チェコ語版）、チェコスロバキア、チェコの撮影監督（* 1942年）[76]
- 6月7日 - ホセ・ルイス・モジャガン（英語版、スペイン語版）、アルゼンチンのカトリック教会の聖職者、元ロサリオ大司教区大司教、元サンミゲル教区司教、元ブエノスアイレス大司教区補佐司教、元テウジ（英語版）名義司教（* 1946年）[77]
- 6月7日 - 藤竜之介、日本の作曲家（* 1952年）[78]
- 6月7日 - 田中寛志、日本の政治家、北海道登別市議会議員（* 1955年?）[79]
- 6月7日 - ユライア・レニー（英語版）、イギリスのサッカー審判員（* 1959年）[80]
- 6月7日 - 大須賀聖良、日本の囲碁棋士（* 2004年）[81]
- 6月8日 - 長濱徳松、日本の実業家、政治家、元沖縄県本部町長、元本部町議会議員、沖縄ハム総合食品創業者・元会長（* 1929年）[82]
- 6月8日 - 山本正、日本の実業家、中国新聞社特別顧問（* 1931年?）[83]
- 6月8日 - ジョン・セインティ、イギリスの官僚、元貴族院書記官（英語版）（* 1934年）[84]
- 6月8日（訃報発表日） - ローレンス・E・ブラント（英語版）、アメリカ合衆国のカトリック教会の聖職者、元グリーンズバーグ教区司教（* 1939年）[85]
- 6月8日 - アンソニー・リード、ニュージーランド出身のオーストラリアの歴史家、経済史学者、東南アジア史研究者、元シンガポール国立大学アジア研究所所長（* 1939年）[86]
- 6月8日 - ニーナ・クシュチック（英語版）、アメリカ合衆国の元マラソンランナー（* 1939年）[87]
- 6月8日 - クラウス・P・シュノア、ドイツの数学者、暗号学者（* 1943年）[88]
- 6月8日 - 雷珍民（中国語版）、中華人民共和国の書家、政治家、元陝西省人民代表大会常務委員会委員、元全国政治協商会議委員、元陝西省書法家協会主席、元陝西国画院院長、元陝西省文学芸術界連合会副主席（* 1946年）[89]
- 6月8日 - エヴァ・ダウコフスカ（英語版、ポーランド語版）、ポーランドの女優（* 1947年）[90]
- 6月8日 - スチュ・ウィルソン（英語版）、ニュージーランドの元ラグビーユニオン選手、スポーツ解説者、元同国代表（* 1954年）[91]
- 6月8日 - 東福寺保雄、日本のモトクロスライダー、東福寺エンタープライズ代表取締役（* 1956年）[92]
- 6月8日 - 大村泰、日本の実業家、元日経メディアマーケティング社長（* 1956年?）[93]
- 6月8日 - 林正之、日本の地方公務員、政治家、元富山県氷見市長、元富山県土木部長・都市計画課長（* 1957年）[94]
- 6月8日 - デイヴィッド・グリーンウッド、アメリカ合衆国の元プロバスケットボール選手、指導者（* 1957年）[95]
- 6月9日 - 黄潤蘇（中国語版）、中華人民共和国の中国文学者、復旦大学教授（* 1922年）[96]
- 6月9日 - 増田善信、日本の気象学者（* 1923年）[97]
- 6月9日 - 西本喜美子、ブラジル出身の日本の写真家、美容師、元競輪選手（* 1928年）[98]
- 6月9日 - 石森史郎、日本の脚本家（* 1931年）[99]
- 6月9日 - 山本修三、日本の外科医、元済生会神奈川県病院院長、元日本病院共済会代表取締役、元日本病院会会長、元Medical Excellence JAPAN理事長（* 1935年）[100]
- 6月9日 - フレデリック・フォーサイス、イギリスの小説家、ジャーナリスト、空軍軍人、パイロット、諜報員（* 1938年）[101]
- 6月9日 - 盧泰克（朝鮮語版）、大韓民国の農家、実業家、政治家、元国会議員（* 1938年）[102]
- 6月9日 - クリス・ロビンソン（英語版）、アメリカ合衆国の俳優（* 1938年）[103]
- 6月9日 - パニコス・クリスタリス（英語版、ギリシア語版）、キプロスの元サッカー選手、指導者、元同国代表（* 1938年）[104]
- 6月9日 - 畑中とほる、日本の俳人、元青森県俳句懇話会副会長（* 1939年?）[105]
- 6月9日 - スライ・ストーン、アメリカ合衆国のミュージシャン、音楽プロデューサー、元「スライ&ザ・ファミリー・ストーン」のメンバー（* 1943年）[106]
- 6月9日 - ピク・セン・リム（英語版、中国語版）（林碧笙）、マレーシア、イギリスの女優（* 1944年）[107]
- 6月9日 - 南方朔（中国語版）（王杏慶）、中華民国（台湾）のジャーナリスト、政治評論家（* 1946年）[108]
- 6月9日 - 陳東征（中国語版）、中華人民共和国の政治家、元深圳証券取引所理事長・中国共産党委員会書記、元中国証券監督管理委員会（中国語版）副主席、元全国政治協商会議委員（* 1951年）[109]
- 6月9日 - 李喜宰、大韓民国のファッションモデル（* 1952年）[110]
- 6月9日 - 照沼康孝、日本の文部科学官僚、元文部科学省初等中等教育局主任教科書調査官（* 1952年）[111]
- 6月9日 - 張秋波（中国語版）、中華人民共和国の政治家、元聊城市長・芝罘区長、元山東省人民代表大会常務委員会委員、元山東省人民政府弁公庁副主任、元煙台市経済委員会副主任、元中国共産党東営市委員会書記・聊城市委員会副書記・聊城地区委員会副書記・芝罘区委員会書記・招遠県委員会副書記（* 1953年）[112]
- 6月9日（訃報発表日） - キンチェシュ・ティボル、ハンガリーの柔道家、指導者、1980年オリンピック銅メダリスト（* 1960年）[113]
- 6月9日 - マルチェル・サボウ（英語版、スペイン語版）、ルーマニアの元サッカー選手、元同国U-21代表（* 1965年）[114]
- 6月10日 - ガジ・ヤシャルギル（英語版、トルコ語版）、トルコの脳神経外科医（* 1925年）[115]
- 6月10日 - ギュンター・ユッカー（英語版、ドイツ語版）、ドイツの画家、オブジェ・アーティスト（* 1930年）[116]
- 6月10日 - スチンダー・クラープラユーン、タイの陸軍軍人、政治家、タイ王国陸軍将軍、元首相、元国家平和維持評議会（英語版）副議長、元元老院議員、元陸軍司令官・国軍最高司令官（* 1933年）[117]
- 6月10日 - ハリス・ユーリン、アメリカ合衆国の俳優（* 1937年）[118]
- 6月10日 - 樊祖蔭（中国語版）、中華人民共和国の作曲家、音楽理論家、音楽教育者、元中国音楽学院院長（* 1940年）[119]
- 6月10日（訃報発表日） - ブヤル・ブコシ（英語版、アルバニア語版）、ユーゴスラビア、コソボの泌尿器科医、政治家、元コソボ副首相、元コソボ共和国首相、元コソボ議会議員、コソボ民主連盟共同創設者（* 1947年）[120]
- 6月10日 - 張業法（中国語版）、中華人民共和国の書家、政治家、元山東省人民代表大会常務委員会委員、元中国書法家協会副主席・顧問、元山東省文学芸術界連合会副主席、元山東省書法家協会主席（* 1948年）[121]
- 6月10日（訃報発表日） - ホセ・エンリケ・セラーノ（英語版、スペイン語版）、スペインの法学者、公務員、政治家、元首相府内閣長官・副長官、元副首相首席秘書、元下院議員、元スペイン社会労働党事務総長首席補佐官、元マドリード・コンプルテンセ大学事務総長・教授（* 1949年）[122]
- 6月10日（訃報発表日） - ポール・トーマス（英語版）、アメリカ合衆国のポルノ俳優、AV監督（* 1949年）[123]
- 6月11日 - フイン・ダック・フオン（ベトナム語版）、ベトナムの軍人、政治家、ベトナム人民軍少将、元労働傷病兵社会問題省（英語版）副長官、元ベトナム退役軍人協会（ベトナム語版）事務総長、元第4軍区政治委員、元第2軍区副政治委員（* 1920年）[124]
- 6月11日 - 畠山五郎、日本のスポーツ組織幹部、元北海道スケート連盟会長（* 1929年?）[125]
- 6月11日 - 唐孝炎（中国語版）、中華人民共和国の環境化学者、大気化学者、北京大学教授（* 1932年）[126]
- 6月11日 - イェルティエン・クラーイエフェルト＝ワウテルス（英語版、オランダ語版）、オランダの教員、政治家、元文化レクリエーションおよびソーシャルワーク担当相、元第二院議員、元ヒルフェルシュム（英語版）市長（* 1932年）[127]
- 6月11日 - 大石巌、日本の地方公務員、元北海道鷹栖町助役（* 1933年?）[128]
- 6月11日 - 住吉昭信、日本の病理学者、宮崎大学名誉教授・元学長、元宮崎医科大学教授・副学長・学長（* 1934年）[129]
- 6月11日 - ロバート・A・ナカムラ（英語版）、アメリカ合衆国のドキュメンタリー映画製作者（* 1936年）[130]
- 6月11日 - ブライアン・ウィルソン、アメリカ合衆国のソングライター、歌手、ベーシスト、「ザ・ビーチ・ボーイズ」のメンバー（* 1942年）[131]
- 6月11日 - 翟明普（中国語版）、中華人民共和国の林学者、北京林業大学教授（* 1942年）[132]
- 6月11日 - 辻桃子、日本の俳人（* 1945年）[133]
- 6月11日 - 上原一治、日本の政治家、元鹿児島県議会議員（* 1947年?）[134]
- 6月11日 - ジョン・ロビンス、アメリカ合衆国の作家（* 1947年）[135]
- 6月11日 - 佐藤哲夫、日本の元バレーボール選手【富士フイルム所属】、元同国代表、1972年オリンピック金メダリスト、1968年オリンピック銀メダリスト（* 1949年）[136]
- 6月11日 - 何柱国（英語版、中国語版）（チャールズ・ホー）、香港の実業家、香港タバコ（中国語版）董事会会長、元星島新聞グループ（中国語版）会長、全国政治協商会議常務委員会委員（* 1949年）[137]
- 6月11日 - 陳婉真（中国語版）、中華民国（台湾）のジャーナリスト、独立運動家、歴史家、政治家、元立法委員（* 1950年）[138]
- 6月11日 - 斎藤歩、日本の俳優、演出家、脚本家、北海道演劇財団理事長（* 1964年）[139]
- 6月11日 - アナンダ・ルイス（英語版）、アメリカ合衆国のテレビ司会者（* 1973年）[140]
- 6月11日 - トム・ボンデル（オランダ語版）、オランダのマウンテンバイクレースのサイクリスト（* 1994年）[141]
- 6月12日 - 早坂文太郎、日本の政治家、元岩手県藤沢町議会議員（* 1919年?）[142]
- 6月12日 - 安田秋成、日本の自治会幹部、元ポートアイランド第3仮設住宅自治会長、元阪神・淡路大震災被災者ネットワーク代表（* 1925年?）[143]
- 6月12日 - テンジン・ナムダク（英語版、中国語版）、チベット、インドのボン教の宗教家（* 1926年）[144]
- 6月12日 - 武田一成、日本の映画監督【日活所属】、元日本映画学校講師（* 1930年）[145]
- 6月12日 - 石田昂、日本の政治家、元京都府議会議員・議長（* 1931年?）[146]
- 6月12日 - モーリス・ジー、ニュージーランドの作家（* 1931年）[147]
- 6月12日 - 笠井誠一、日本の洋画家、愛知県立芸術大学名誉教授（* 1932年）[148]
- 6月12日 - 李習勤（中国語版）、中華人民共和国の版画家、美術教育者、政治家、西安美術学院教授、元陝西省人民代表大会代表（* 1932年）[149]
- 6月12日 - 貞木展生、日本の金融学者、山口大学名誉教授（* 1934年）[150]
- 6月12日 - 莫党（中国語版）、中華人民共和国の材料科学者、半導体研究者、政治家、中山大学教授、元広東省人民代表大会代表、元北京大学教員、元広東省政治協商会議委員（* 1934年）[151]
- 6月12日 - ベルナール・カッサン（英語版、フランス語版）、フランスのジャーナリスト、社会活動家、ATTAC・ヴァンセンヌ大学共同創設者、元ATTACフランス総裁、元ル・モンド・ディプロマティーク最高経営責任者、元ラテンアメリカ会館（フランス語版）事務局長（* 1937年）[152]
- 6月12日（訃報発表日） - ホルヴァート・ゾルターン（英語版、ハンガリー語版）、ハンガリーの元フェンシング選手、指導者、1960年オリンピック金メダリスト（* 1937年）[153]
- 6月12日 - 藤村志保、日本の女優（* 1939年）[154]
- 6月12日 - 浜川末松、日本の政治家、元岩手県大野村議会・洋野町議会議員（* 1940年?）[155]
- 6月12日 - ニコライ・ヴィノグラードフ、ソビエト連邦、ロシアの実業家、政治家、元ウラジーミル州知事・行政長官、元ロシア連邦院議員、元ウラジーミル州議会議員・議長、元ソビエト連邦共産党中央委員会委員・ウラジーミル州委員会第二書記・コリチューギノ市委員会第一書記・ウラジーミル市委員会第二書記（* 1947年）[156]
- 6月12日（訃報発表日） - ラドゥ・ストロエ（英語版、ルーマニア語版）、ルーマニアの政治家、元内務相・行政担当相・政府事務局調整担当相、元代議院・元老院議員（* 1949年）[157]
- 6月12日 - 永井一平、日本の銀行家、元伊予銀行副頭取（* 1952年?）[158]
- 6月12日 - 関口苑生、日本の文芸評論家（* 1953年）[159]
- 6月12日 - ヴィジャイ・ルパニ（英語版、グジャラート語版）、インドの政治家、元ラージヤ・サバー議員、元グジャラート州首相・交通相・労働相・水道相、元グジャラート州議会議員、元ラージコート市長、元インド人民党グジャラート州党委員長（* 1956年）[160][161]
- 6月12日 - 小林じんこ、日本の漫画家（* 生年不明）[162][163]
- 6月13日 - 奥濱幸雄、日本の商工会幹部、元伊良部町商工会会長、元沖縄県商工会連合会副会長（* 1929年?）[164]
- 6月13日 - 鄭愁予（中国語版）、中華民国（台湾）の詩人（* 1933年）[165]
- 6月13日 - 宮城篤実、日本の政治家、元沖縄県嘉手納町長、元嘉手納町議会議員（* 1936年）[166]
- 6月13日（訃報発表日） - クリフトン・ジョーンズ（英語版）、ジャマイカ出身のイギリスの俳優（* 1937年）[167]
- 6月13日 - ルイス・モホロ＝モホロ、南アフリカ共和国のジャズ・ドラマー、元「ブルー・ノーツ（英語版）」「ブラザーフッド・オブ・ブレス」のメンバー（* 1940年）[168]
- 6月13日 - 詹庚西（中国語版）、中華人民共和国の画家、中国国家画院（中国語版）研究員（* 1941年）[169]
- 6月13日 - 安永健治、日本の実業家、四国アイビ会長（* 1943年?）[170]
- 6月13日 - イスラエルによるイランへの攻撃で死去したと見なされる人物[171]
  - ゴラーム・アリー・ラシード（英語版、ペルシア語版）、イランの軍人、イスラム革命防衛隊将軍、元イラン軍副参謀総長（* 1953年）[172]
  - アリー・シャムハーニー（英語版、ペルシア語版）、イランの政治家、公益判別会議議員、最高指導者顧問、元革命防衛隊相・国防相、元国家安全保障最高評議会（英語版）議長（* 1955年）[173]
  - フェレイドゥーン・アバーシー＝ダヴァーニー（英語版、ペルシア語版）、イランの核物理学者、政治家、元イラン・イスラーム議会議員、元イラン原子力機構（英語版）総裁、元イマーム・ホセイン大学学長（* 1958年）[174]
  - アフマドレザー・ゾールファガーリー・ダーリヤーニー（英語版、ペルシア語版）、イランの核物理学者、シャヒード・ベヘシュティー大学（英語版）教授（* 1959年）[174]
  - ホセイン・サラーミー（英語版、ペルシア語版）、イランの軍人、イスラム革命防衛隊司令官（* 1960年）
  - モハンマド・バーゲリー（英語版、ペルシア語版）、イランの軍人、イスラム革命防衛隊将軍、イラン軍参謀総長（* 1960年?）
  - アミール・アリー・ハージーザーデ（英語版、ペルシア語版）、イランの軍人、イスラム革命防衛隊空軍（英語版）司令官（* 1962年）[175]
  - アブドルハミード・ミーノーチェフル（英語版、ペルシア語版）、イランの核物理学者、シャヒード・ベヘシュティー大学教授（* 1962年）[174]
  - モハンマド・メフディー・テヘラーンチー、イランの核物理学者、イスラーム・アーザード大学学長、元シャヒード・ベヘシュティー大学学長（* 1965年）[174]
  - サイード・アミール＝ホセイン・フェグヒー（英語版、ペルシア語版）、イランの核物理学者、シャヒード・ベヘシュティー大学教授（* 1978年）[174]
  - メフディー・ラッバーニー（英語版、ペルシア語版）、イランの軍人、イスラム革命防衛隊准将、イラン軍参謀本部作戦副総長（* 生年不明）[176]
- 6月14日（訃報発表日） - カト・ドリオーラ（英語版、フランス語版）、フランスの元フェンシング選手（* 1925年）[177]
- 6月14日 - 藤坂菊市、日本の政治家、元徳島県那賀川町議会議員・議長（* 1927年?）[178]
- 6月14日 - 小原朗、日本の政治家、元兵庫県千種町長（* 1928年?）[179]
- 6月14日 - ビオレタ・バリオス・デ・チャモロ、ニカラグアの政治家、元大統領、元国家再建会議議員（* 1929年）[180]
- 6月14日 - 村井宏、日本の林学者、環境学者、元静岡大学・岩手大学教授、元農林省林業試験場東北支場防災研究室室長、元環境パートナーシップいわて理事長、元東北地域環境計画研究会会長（* 1929年?）[181]
- 6月14日 - ジョニー・オブライエン（英語版）、アメリカ合衆国の元プロ野球選手（* 1930年）[182]
- 6月14日 - レナード・ローダー（英語版）、アメリカ合衆国の実業家、エスティ・ローダー名誉会長（* 1933年）[183]
- 6月14日 - ジェームス三木、日本の脚本家（* 1934年）[184]
- 6月14日 - 鵜飼一雄、日本の実業家、元芦森工業常務（* 1935年?）[185]
- 6月14日 - 一本木忠司、日本の地方公務員、元岐阜県久々野町助役（* 1936年?）[186]
- 6月14日 - ビラ・プレジデンテ（英語版、ポルトガル語版）、ブラジルのサンバ・ミュージシャン、「フンド・ジ・キンタル」のメンバー（* 1937年）[187]
- 6月14日 - イワン・インジノク（英語版、ロシア語版）、ソビエト連邦、ロシアのエンジニア、政治家、元ノヴォシビルスク州行政長官、元ロシア連邦院議員、元ノヴォシビルスク市長、元ノヴォシビルスク市議会執行委員会委員長、元ソビエト連邦共産党ノヴォシビルスク市委員会第二書記・ザエリツォフスキー区（英語版）委員会第一書記（* 1938年）[188]
- 6月14日 - ジョエル・シャピロ（英語版）、アメリカ合衆国の彫刻家（* 1941年）[189]
- 6月14日 - 陳彼得（中国語版）、中華民国（台湾）の歌手、ソングライター（* 1943年）[190]
- 6月14日 - ウラジーミル・コロトコフ（英語版、ロシア語版）、ソビエト連邦、ロシアの元テニス選手、指導者、1968年オリンピック（英語版）金メダリスト（* 1948年）[191]
- 6月14日（訃報発表日） - オネスト・ジョン・プレイン（ドイツ語版）、イギリスのギタリスト、歌手、ソングライター、「ザ・ボーイズ（英語版）」のメンバー（* 1952年）[192]
- 6月14日 - 長田昭二、日本の医療ジャーナリスト（* 1965年?）[193]
- 6月14日 - メリッサ・ホートマン（英語版）、アメリカ合衆国の政治家、ミネソタ州議会下院（英語版）議員・元議長（* 1970年）[194]
- 6月14日 - 卓也努力勝利、日本のお笑い芸人、「四天王」のメンバー（* 1986年）[195]
- 6月14日 - ジョアンナ・ベーコン、イギリスの女優（* 生年不明）[196]
- 6月15日 - フアン・カルサディージャ（英語版、スペイン語版）、ベネズエラの詩人、画家、造形作家、文学評論家（* 1930年）[197]
- 6月15日 - 小川国治、日本の歴史学者、山口大学名誉教授（* 1936年）[198]
- 6月15日 - 金欽漢（中国語版）、中華人民共和国の分析化学者、吉林大学教授（* 1937年）[199]
- 6月15日 - 松本紘、日本の宇宙工学者、電波工学者、京都大学名誉教授・元学長、元理化学研究所理事長（* 1942年）[200]
- 6月15日 - 増位山太志郎（沢田昇）、日本の元大相撲力士【三保ヶ関部屋所属】、演歌歌手、元大関、元年寄【第10代三保ヶ関】（* 1948年）[201]
- 6月15日 - 永田富佐子、日本のプロゴルファー（* 1951年）[202]
- 6月15日（訃報発表日） - モハンマド・カーゼミー（英語版、ペルシア語版）、イランの情報部員、軍人、イスラム革命防衛隊准将、イスラム革命防衛隊諜報機関（英語版）長官、元イスラム革命防衛隊情報保護機関（英語版）長官（* 1961年）[203]
- 6月15日（訃報発表日） - デイヴィッド・H・K・ベル、アメリカ合衆国の俳優（* 1967年?）[204]
- 6月15日 - 湯川真紀子、日本のピン芸人（* 1974年）[205]

## 16日 - 30日

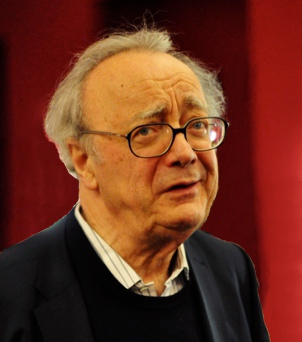
アルフレート・ブレンデル／6月17日没

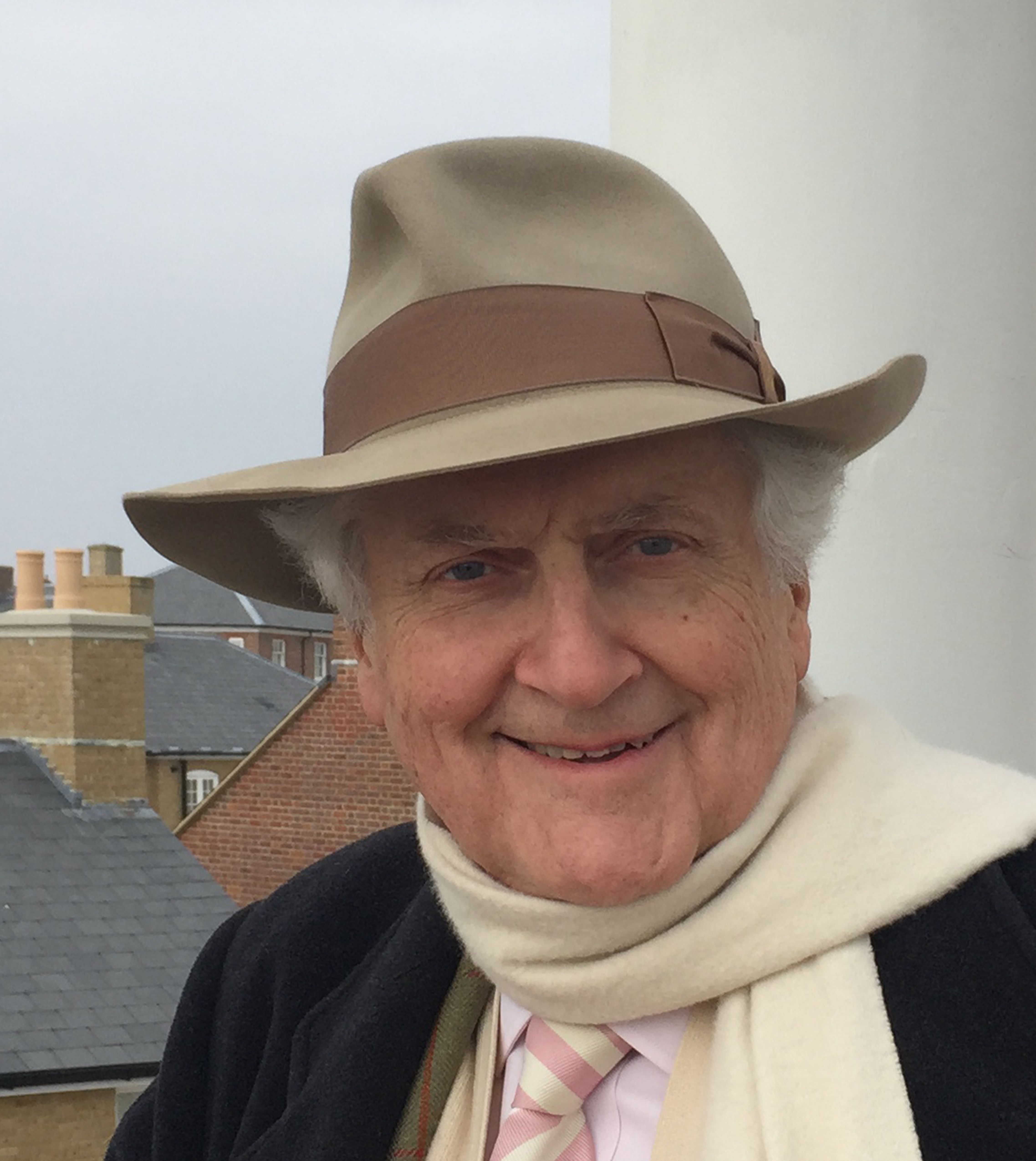
レオン・クリエ／6月17日没

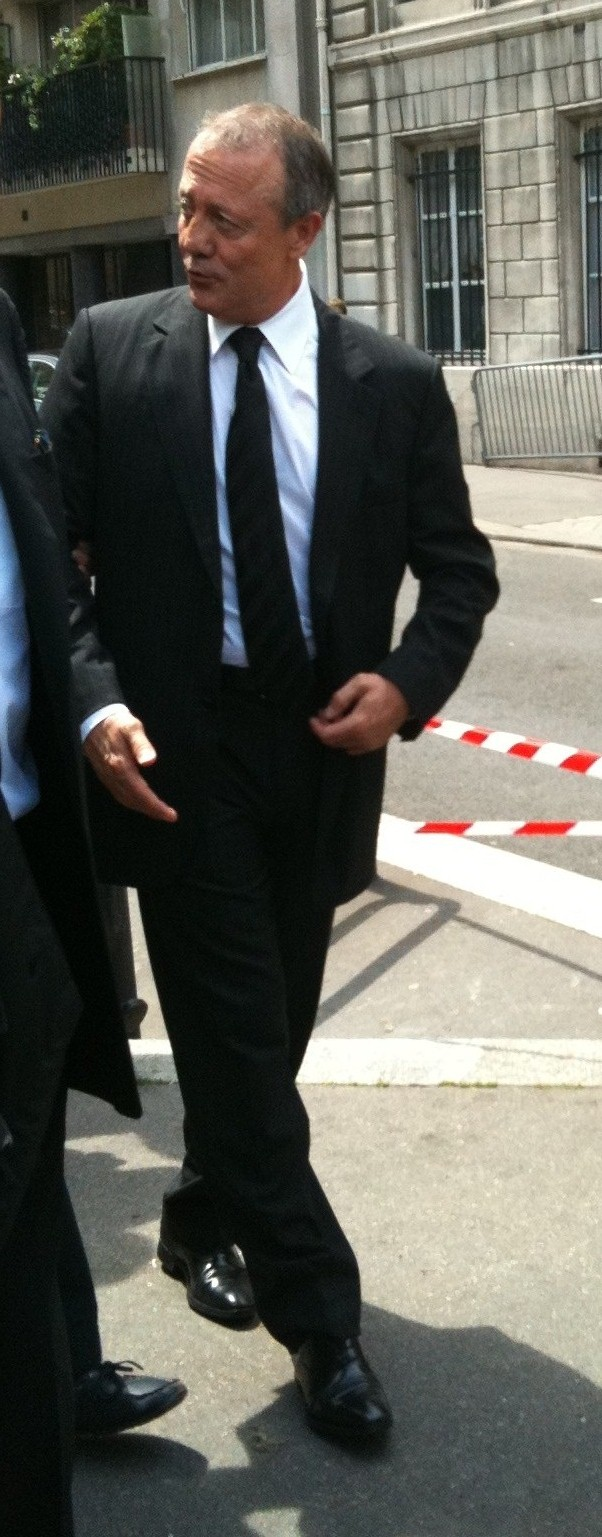
ベルナール・ラコンブ／6月17日没

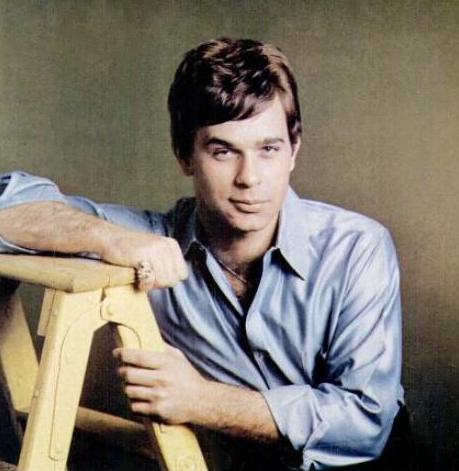
ルー・クリスティ／6月18日没

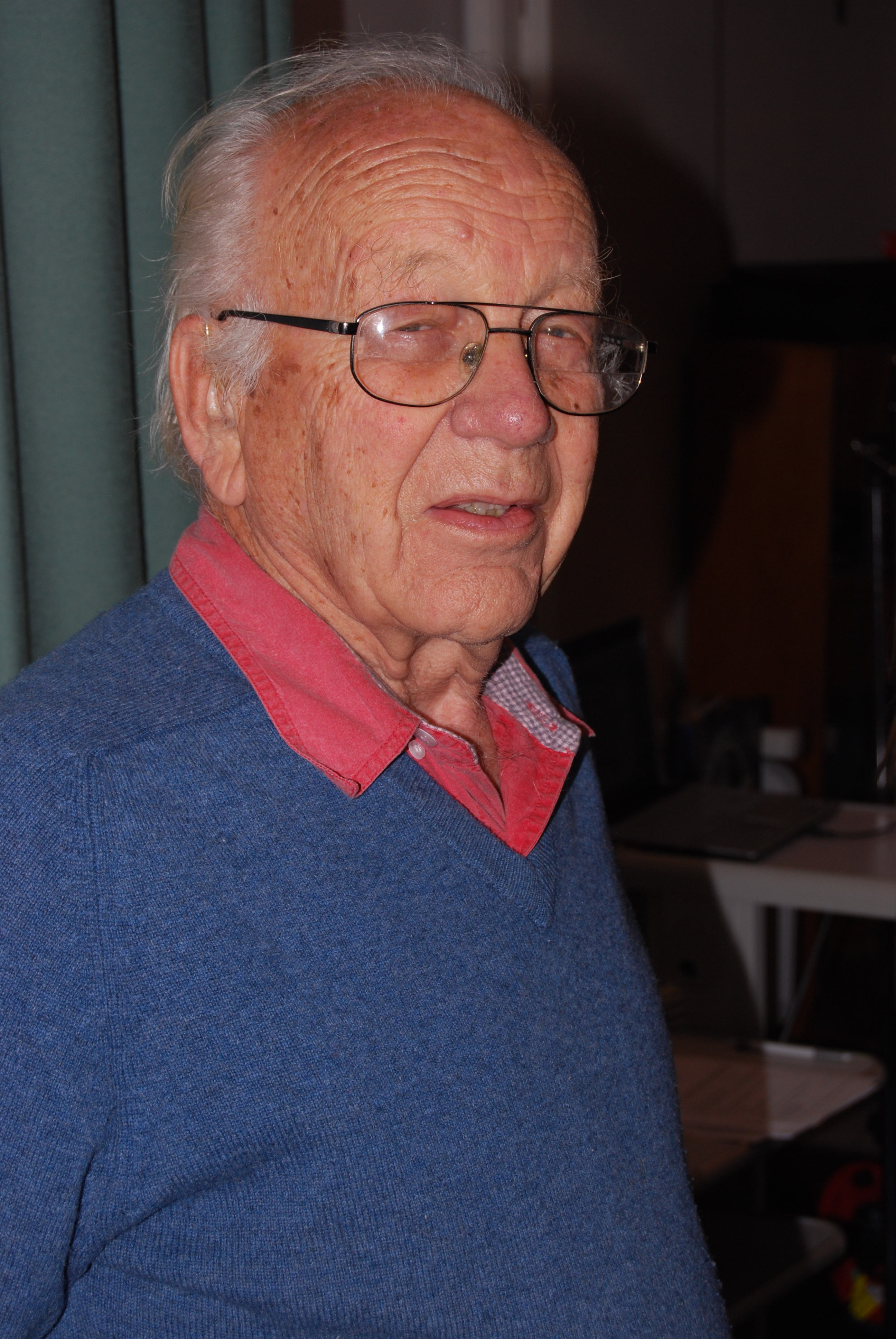
フランシス・グレアム＝スミス／6月20日没

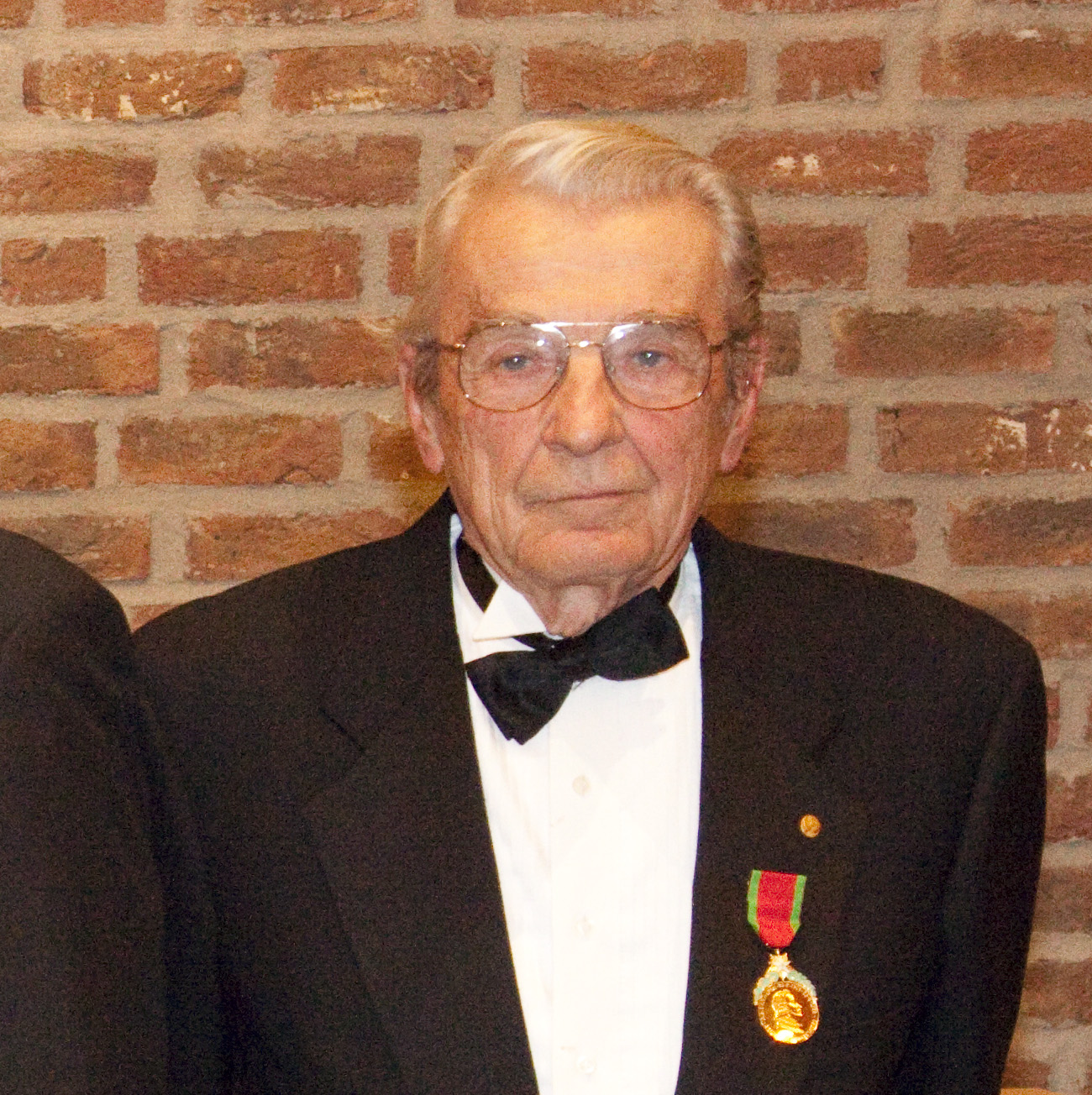
アイヴァー・ジェーバー／6月20日没

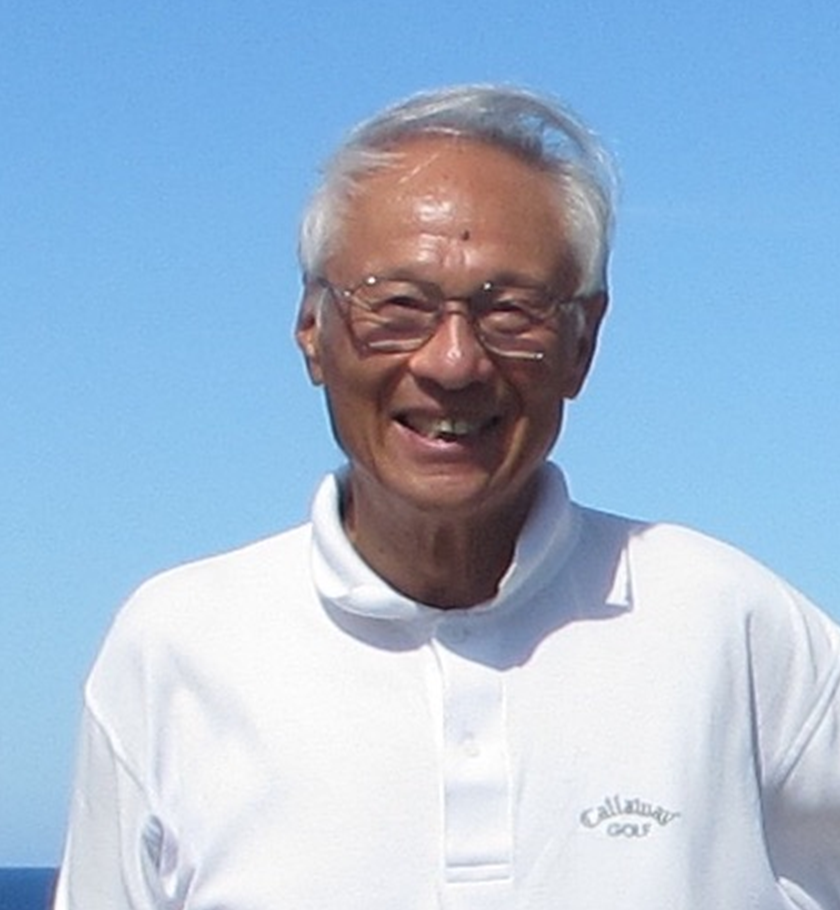
長谷川晃／6月22日没

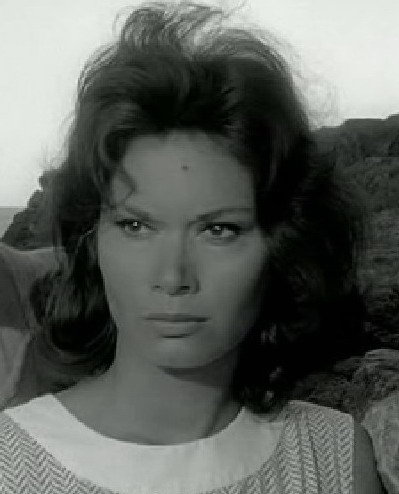
レア・マッサリ／6月23日没

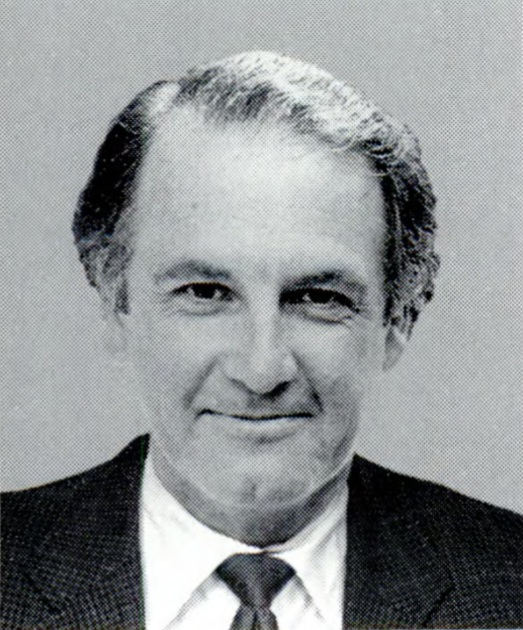
パット・ウィリアムズ／6月25日没

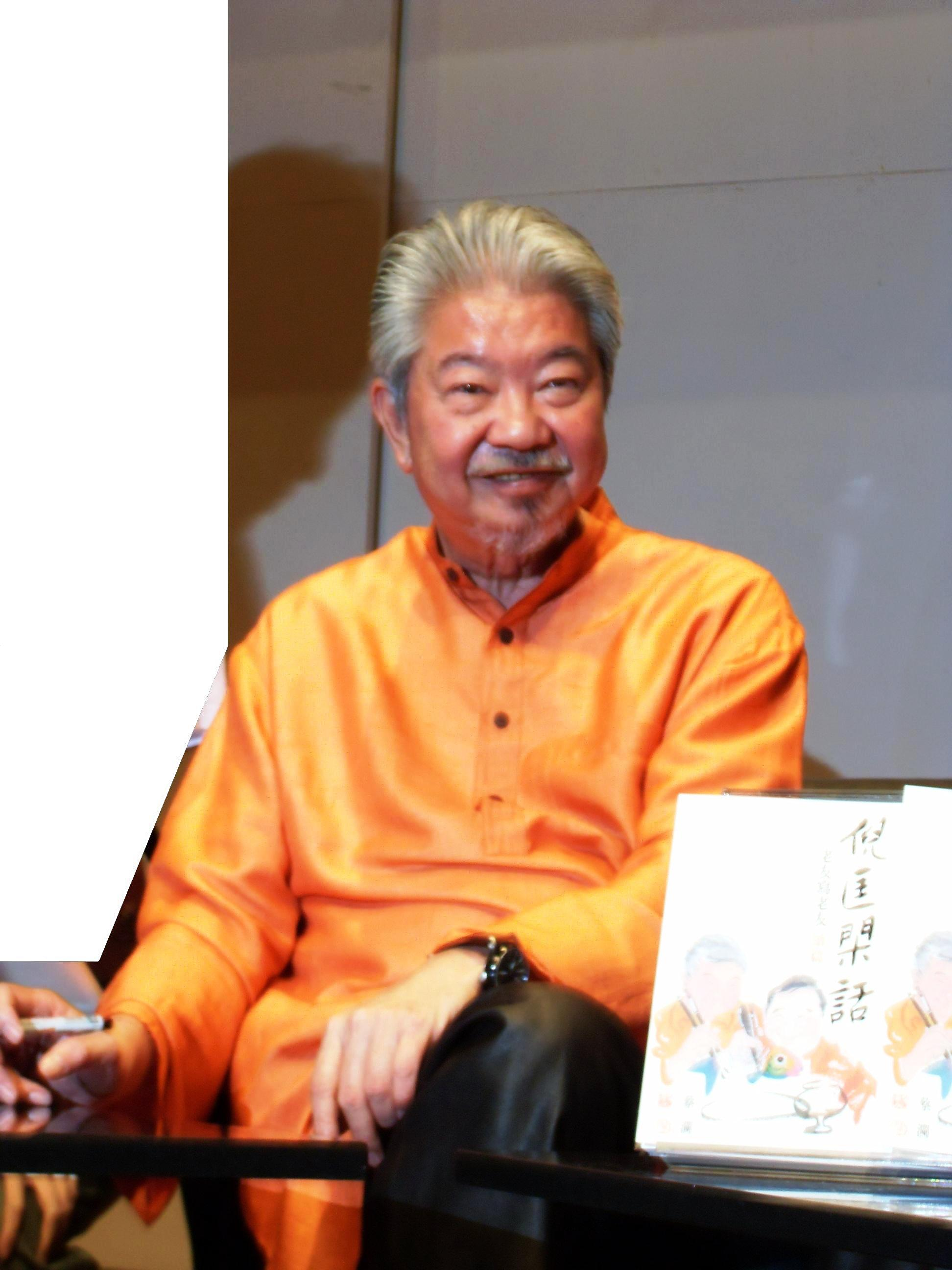
蔡瀾／6月25日没

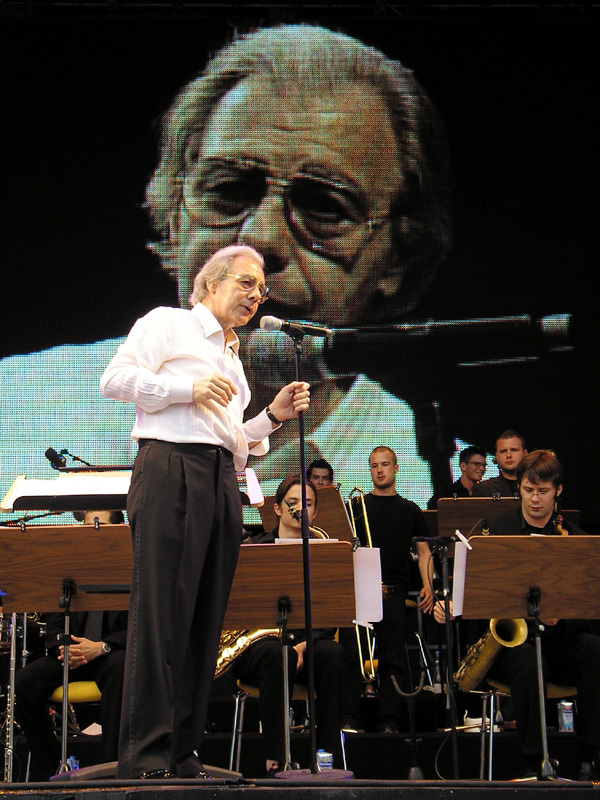
ラロ・シフリン／6月26日没

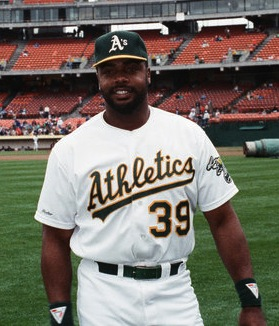
デイヴ・パーカー／6月28日没

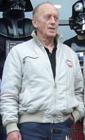
ケネス・コリー／6月30日没

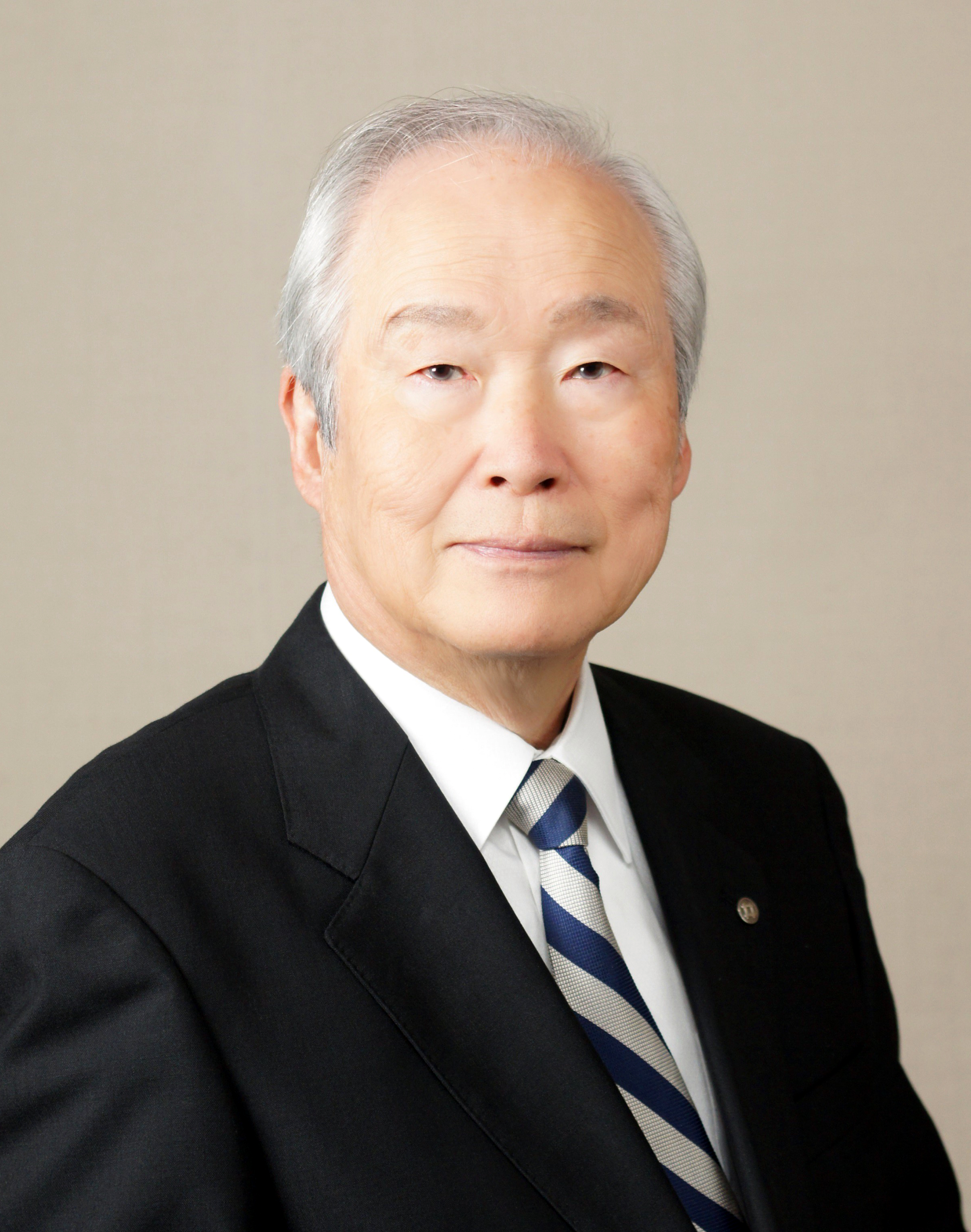
村井真二／6月30日没

- 6月16日 - 熊倉義城、日本の政治家、元北海道余市町議会議員（* 1930年?）[206]
- 6月16日 - マノーロ・サルソ（英語版、スペイン語版）、スペインの俳優（* 1932年）[207]
- 6月16日 - ダニエル・クレップナー、アメリカ合衆国の物理学者、マサチューセッツ工科大学名誉教授（* 1932年）[208]
- 6月16日（訃報発表日） - フリオ・レタマル・ファベレアウ（英語版、スペイン語版）、チリの歴史家、系譜学者、哲学者、元チリ・カトリック大学・ガブリエラ・ミストラル大学（英語版）教員（* 1933年）[209]
- 6月16日 - 藤原尚、日本の中国語学者、広島大学名誉教授（* 1933年?）[210]
- 6月16日 - 丹羽顯英、日本のドイツ文学者、三重大学名誉教授（* 1936年?）[211]
- 6月16日（訃報発表日） - ロン・テイラー（英語版）、カナダのスポーツ医師【トロント・ブルージェイズ所属】、元プロ野球選手（* 1937年）[212]
- 6月16日 - 塩瀬重輝、日本の高校野球指導者、政治家、元鹿児島県姶良町議会議員、元鹿児島商業高等学校野球部監督（* 1938年?）[213]
- 6月16日 - 東野弘昭、日本の囲碁棋士（* 1939年）[214]
- 6月16日 - 東ゆめ子、日本の漫才師、「東京太・ゆめ子」のメンバー（* 1944年）[215]
- 6月16日 - 于常啓（中国語版）、中華人民共和国の海軍軍人、政治家、中国人民解放軍海軍少将、元全国人民代表大会代表、元北海艦隊副政治委員、元青島基地（中国語版）政治部主任・政治委員（* 1944年）[216]
- 6月16日 - エリオ・デルミロ（英語版、ポルトガル語版）、ブラジルのジャズ・ギタリスト（* 1947年）[217]
- 6月16日（訃報発表日） - ジョン・リード（英語版）、イギリスのDJ、ソングライター、「ナイトクローラーズ（英語版）」のメンバー（* 1963年）[218]
- 6月16日 - コレステくん（村上直樹）、日本のダンサー、お笑い芸人（* 1984年）[219]
- 6月17日 - 小島民雄、日本の編集者、実業家、元集英社会長・相談役・社長、元月刊セブンティーン・マーガレット編集長（* 1930年）[220]
- 6月17日 - アルフレート・ブレンデル、チェコスロバキア、ユーゴスラビア出身のオーストリアのピアニスト、画家、詩人、エッセイスト、思想家（* 1931年）[221]
- 6月17日 - 閔暎（朝鮮語版）、大韓民国の詩人（* 1934年）[222]
- 6月17日 - マヌエル・エルモソ（英語版、スペイン語版）、スペインの政治家、元カナリア諸島州首相・副首相、元下院議員、元カナリア諸島州議会（英語版）議員、元サンタ・クルス・デ・テネリフェ市長（* 1935年）[223]
- 6月17日 - 大崎勲一、日本の実業家、バートル会長（* 1941年?）[224]
- 6月17日 - グエン・キム・ロン（ベトナム語版）、南ベトナム、ベトナムのカトリック教会の聖職者、宗教音楽家、作曲家、元ダラット大学・タインニャン大学・サイゴン聖ヨセフ神学校（ベトナム語版）教員（* 1941年）[225]
- 6月17日 - エゴン・コールデス（英語版、ドイツ語版）、ドイツの元プロサッカー選手、指導者（* 1944年）[226]
- 6月17日または6月19日 - ゲイラード・サーテイン、アメリカ合衆国の俳優、イラストレーター（* 1946年）[227][228]
- 6月17日 - レオン・クリエ、ルクセンブルクの建築家、都市計画家（* 1946年）[229]
- 6月17日 - 茂原荘一、日本の地方公務員、政治家、元群馬県甘楽町長（* 1947年）[230]
- 6月17日 - ベルナール・ラコンブ、フランスの元プロサッカー選手【オリンピック・リヨン・ASサンテティエンヌ・FCジロンダン・ボルドー所属】、指導者、元同国代表（* 1952年）[231]
- 6月17日 - 片方秀幸、日本の芸能マネージャー（* 1960年）[232]
- 6月17日（訃報発表日） - アリー・シャードマーニー、イランの軍人（* 生年不明）[233]
- 6月18日 - 黄逸平（中国語版）、中華人民共和国の経済史学者、華東師範大学教授（* 1928年）[234]
- 6月18日 - 門貴成（中国語版）、中華人民共和国の空軍軍人、中国人民解放軍空軍少将、元成都軍区空軍副司令官、元空軍第1軍（中国語版）軍長・副軍長（* 1929年）[235]
- 6月18日 - ブラウリオ・ムッソ（英語版、スペイン語版）、チリの元サッカー選手、元同国代表（* 1930年）[236]
- 6月18日 - エド・クラーク（英語版）、アメリカ合衆国の政治活動家（* 1930年）[237]
- 6月18日（訃報発表日） - ジュゼッペ・ガスパーリ（英語版、イタリア語版）、イタリアの元プロサッカー選手【デル・ドゥカ・アスコリ・ASリヴォルノ・カルチョ・カターニアFC・ユヴェントスFC・モデナFC・アンコニターナ所属】、指導者（* 1932年）[238]
- 6月18日 - 汪培荘（中国語版）、中華人民共和国の数学者、ファジー理論研究者、北京師範大学教授、元広州大学（中国語版）副学長、元遼寧工程技術大学知能工程・数学研究院院長、元全国政治協商会議・北京市政治協商会議委員（* 1936年）[239]
- 6月18日 - 沢村豊子、日本の三味線奏者、浪曲の曲師、日本浪曲協会参与（* 1937年）[240]
- 6月18日 - 大村日出雄、日本の実業家、大村紙業会長（* 1937年?）[241]
- 6月18日 - 荒井久夫、日本の実業家、元三協アルミニウム工業社長（* 1939年?）[242]
- 6月18日 - 栗山富夫、日本の映画監督（* 1941年）[243]
- 6月18日（遺体発見日） - 明神崇彦、日本の教育者、元宇和島市立伊達博物館館長、元愛媛県宇和島市教育長（* 1942年?）[244]
- 6月18日 - 寺井暢彦、日本の美術学者、北海道教育大学名誉教授、元北海道教育大学附属札幌小学校校長（* 1942年?）[245][246]
- 6月18日 - ルー・クリスティ、アメリカ合衆国の歌手（* 1943年）[247]
- 6月18日 - 播本政雄、日本の実業家、元上組常務（* 1944年?）[248]
- 6月18日 - コンスタンチン・ココラ（英語版、ロシア語版）、ソビエト連邦、ロシアの元フィギュアスケーター（* 1957年）[249]
- 6月18日 - 中馬義郎、日本の高校バレーボール指導者、宮崎県バレーボール協会理事長、元日向学院高等学校バレーボール部監督（* 1961年?）[250]
- 6月19日 - 川内悠渓、日本の書家（* 1927年?）[251]
- 6月19日 - ジャック・ベッツ（英語版）、アメリカ合衆国の俳優（* 1929年）[252]
- 6月19日 - リン・ハミルトン（英語版）、アメリカ合衆国の女優（* 1930年）[253]
- 6月19日 - フランシスコ・クオコ（英語版、ポルトガル語版）、ブラジルの俳優（* 1933年）[254]
- 6月19日 - 李贛騮（中国語版）、中華人民共和国の政治家、元中国国民党革命委員会中央委員会副主席、元全国政治協商会議常務委員会委員・副秘書長（* 1933年）[255]
- 6月19日（訃報発表日） - 長澤幸司、日本の作詞家、脚本家、演出家、劇団迷子座主宰、元山城サミット実行委員会会長（* 1936年?）[256]
- 6月19日（訃報発表日） - アントニオ・モラート（英語版、ポルトガル語版）、ポルトガルの元サッカー選手、元同国代表（* 1937年）[257]
- 6月19日（訃報発表日） - マーク・ペプロー（英語版）、イギリスの脚本家、映画監督（* 1943年）[258]
- 6月19日 - 堀越謙三、日本の映画プロデューサー、ユーロスペース代表、映画美学校創設者、元東京芸術大学教授（* 1945年）[259]
- 6月19日 - 西岡幸一、日本のコラムニスト（* 1945年?）[260]
- 6月19日 - ロルフ・ヒルゲンフェルト（ドイツ語版）、ドイツの生化学者、構造生物学者、結晶学者、コロナウイルス研究者、リューベック大学（英語版）上級教授、元イェーナ大学教授（* 1954年）[261]
- 6月19日 - ジェームズ・プライム（英語版）、イギリスのキーボーディスト、「ディーコン・ブルー」のメンバー、元西スコットランド大学教員（* 1960年）[262]
- 6月19日（訃報発表日） - ロン・ウッドブリッジ（英語版）、イギリスの歌手、「サーチャーズ」の元メンバー（* 生年不明）[263]
- 6月20日 - マリータ・カマチョ・キロス（英語版、スペイン語版）、コスタリカのスーパーセンテナリアン、元ファーストレディ【フランシスコ・オルリッチ・ボルマルシッチ（英語版）元大統領夫人】（* 1911年）[264]
- 6月20日 - 陰法唐（中国語版）、中華人民共和国の軍人、政治家、中国人民解放軍中将、元全国人民代表大会常務委員会委員、元中国共産党中央委員会委員・全国代表大会代表・チベット自治区委員会第一書記、元中国人民解放軍第二砲兵部隊副政治委員・成都軍区副政治委員・西蔵軍区（中国語版）第一政治委員・済南軍区副政治委員・福州軍区（中国語版）政治部副主任、元チベット自治区政治協商会議主席（* 1922年）[265]
- 6月20日 - フランシス・グレアム＝スミス、イギリスの電波天文学者、元王室天文官、元グリニッジ王立天文台台長、元ナッフィールド電波天文学研究所所長、元王立天文学会会長（* 1923年）[266]
- 6月20日 - アイヴァー・ジェーバー、ノルウェー、アメリカ合衆国の物理学者、トンネル効果研究者、1973年ノーベル物理学賞受賞者（* 1929年）[267]
- 6月20日 - 橋爪和夫、日本の政治家、元群馬県議会議員・議長、元高崎市議会議員（* 1930年?）[268]
- 6月20日 - 五十嵐瑠美子、日本の舞踊家、新潟県洋舞踊協会相談役・元会長（* 1935年?）[269]
- 6月20日 - 高橋昇、日本の政治家、元岩手県石鳥谷町議会議員（* 1937年?）[270]
- 6月20日 - パウリ・ネヴァラ（英語版、フィンランド語版）、フィンランドの元やり投選手、1964年オリンピック金メダリスト（* 1940年）[271]
- 6月20日 - 葉明財（中国語版）、中華民国（台湾）の黒社会幹部、実業家、牛埔幇角頭（* 1941年）[272]
- 6月20日（訃報発表日） - ミェチスワフ・ムウィナルスキ（英語版、ポーランド語版）、ポーランドの元プロバスケットボール選手、指導者、元同国代表（* 1956年）[273]
- 6月20日 - ブレイク・ファーレントホールド（英語版）、アメリカ合衆国の政治家、元下院議員（* 1961年）[274]
- 6月20日（訃報発表日） - パトリック・ウォルデン（英語版）、イギリスのギタリスト、「ベイビーシャンブルズ」の元メンバー（* 1978年）[275]
- 6月20日 - イ・ソイ（朝鮮語版）、大韓民国の女優（* 1982年）[276]
- 6月21日 - エリック・ダンマン（英語版、ノルウェー語版）、ノルウェーの作家、環境運動家（* 1931年）[277]
- 6月21日 - 仁木正弘、日本の政治家、元徳島県阿南市議会議員（* 1933年?）[278]
- 6月21日 - 東川正弘、日本の政治家、元高知県議会議員・議長（* 1933年?）[279]
- 6月21日（訃報発表日） - ワレンチナ・タルイジナ（英語版、ロシア語版）、ソビエト連邦、ロシアの女優（* 1935年）[280]
- 6月21日 - 平良吉雄、日本の空手家、古武道家、元沖縄空手剛柔会会長、元全沖縄古武道連盟会長（* 1935年?）[281]
- 6月21日 - 川村恒儀、日本の実業家、丸中五所川原中央水産取締役会長、元五所川原商工会議所会頭（* 1935年?）[282]
- 6月21日 - 李廷武（朝鮮語版）、大韓民国の政治家、元建設交通部長官、元国会議員、元韓国体育大学校・漢拏大学校（朝鮮語版）総長（* 1941年）[283]
- 6月21日 - 林南八、日本の自動車技術者、元トヨタ自動車技監・取締役（* 1943年）[284]
- 6月21日 - フレッド・スミス（英語版）、アメリカ合衆国の実業家、フェデックス・コーポレーション創業者・会長・元最高経営責任者（* 1944年）[285]
- 6月21日 - 張雅文（中国語版）、中華人民共和国の作家、脚本家、元黒龍江省作家協会副主席（* 1944年）[286]
- 6月21日 - カイラシュ・ピュリャグ（英語版、フランス語版、ヒンディー語版）、モーリシャスの政治家、元大統領、元国民議会議員・議長、元副首相・外相・保健相・経済計画相・社会保障相（* 1947年）[287]
- 6月21日 - 福井秀明、日本の実業家、元栗本鉄工所社長・会長（* 1948年?）[288]
- 6月21日 - ジョン・マッカラム（英語版）、カナダの経済学者、外交官、政治家、元国防相・退役軍人相・国税相・移民難民市民権相、元庶民院議員、元駐中華人民共和国大使（* 1950年）[289]
- 6月21日 - 栁谷利通、日本の教育者、八戸工業大学理事長（* 1950年?）[290]
- 6月21日 - 原口敏彦、日本の政治活動家、日本共産党長崎県委員会委員長・元書記長（* 1961年?）[291]
- 6月21日 - 陳雨前（中国語版）、中華人民共和国の美術史家、陶磁器研究者、景徳鎮陶瓷大学教授、元景徳鎮学院（中国語版）院長（* 1962年）[292]
- 6月21日 - スコット・ミラー、アメリカ合衆国の野球のスポーツライター（* 1962年?）[293]
- 6月21日 - デイヴィッド・ローレンス（英語版）、イギリスの元クリケット選手、元イングランド代表（* 1964年）[294]
- 6月21日 - リアム・バーン、イギリスのウイングスーツ・スカイダイバー（* 2000年?）[295]
- 6月22日 - 仲里文江、日本の社会運動家、元那覇市福祉委員・民生委員児童委員（* 1921年）[296]
- 6月22日 - アルナルド・ポモドーロ（英語版、イタリア語版）、イタリアの彫刻家（* 1926年）[297]
- 6月22日 - アキ・アレオン、トリニダード・トバゴ出身のアメリカ合衆国の俳優、シンガーソングライター、音楽プロデューサー（* 1934年）[298]
- 6月22日 - 長谷川晃、日本、アメリカ合衆国のプラズマ物理学者、非線形光学者、光通信工学者、元ベル研究所研究員、元大阪大学教授、元コロンビア大学非常勤教授（* 1934年）[299]
- 6月22日 - 秋野豊明、日本の医学者、札幌医科大学名誉教授・元学長、元医療法人渓仁会理事長（* 1935年）[300]
- 6月22日（訃報発表日） - フランコ・テスタ（英語版、イタリア語版）、イタリアの元サイクリスト、1960年オリンピック金メダリスト、1964年オリンピック銀メダリスト（* 1938年）[301]
- 6月22日 - 岩渕吉郎、日本の実業家、一関糧運代表取締役会長、元一関商工会議所副会頭（* 1938年?）[302]
- 6月22日 - 山崎照朝、日本の空手家、スポーツジャーナリスト、プロレス指導者【元全日本女子プロレス特別コーチ】（* 1947年）[303]
- 6月22日 - 大賀昭司、日本の実業家、大黒天物産創業者・会長（* 1956年）[304]
- 6月22日 - ドニ・ラトゥー（英語版、フランス語版）、フランスの元ハンドボール選手、指導者、元同国代表、1992年オリンピック銅メダリスト（* 1966年）[305]
- 6月22日 - マット・マレー（英語版）、アメリカ合衆国の元プロ野球選手（* 1970年）[306]
- 6月23日 - 森義勝、日本のセンテナリアン（* 1918年）[307]
- 6月23日 - カマール・ハンナー・バトヒーシュ（英語版、アラビア語版）、パレスチナ国のカトリック教会の聖職者、イエリクス名義司教、元ラテン・エルサレム総大司教補佐司教、元アウルスリアナ（英語版）名義司教（* 1931年）[308]
- 6月23日 - レア・マッサリ、イタリアの女優（* 1933年）[309]
- 6月23日（訃報発表日） - ジェラール・ルフラン（英語版、フランス語版）、フランスの元フェンシング選手（* 1935年）[310]
- 6月23日 - トン・ガイ（中国語版）（タン・チア）、香港の武術指導者、俳優（* 1937年）[311]
- 6月23日 - ジェームズ・B・マース（英語版）、アメリカ合衆国の心理学者（* 1938年）[312]
- 6月23日 - 大城喜信、日本の農業コンサルタント、地方公務員、元沖縄県農業試験場長、元沖縄県農林水産部部長、元亜熱帯総合研究所所長（* 1939年?）[313]
- 6月23日 - ピーター・フィリップス（英語版）、イギリスの画家、ポップアートの芸術家（* 1939年）[314]
- 6月23日（訃報発表日） - ジョン・クラーク（英語版）、イギリスの元サッカー選手、指導者、元スコットランド代表（* 1941年）[315]
- 6月23日（訃報発表日） - ミック・ラルフス（英語版）、イギリスのギタリスト、「バッド・カンパニー」「モット・ザ・フープル」の元メンバー（* 1944年）[316]
- 6月23日 - 児玉光雄、日本のスポーツジャーナリスト、元中日新聞社運動部記者、元中日ドラゴンズ球団代表補佐兼編成本部長（* 1951年）[317]
- 6月23日 - 李福宝（中国語版）、中華人民共和国の元サッカー選手、指導者、元同国代表（* 1955年）[318]
- 6月23日 - カーロス・エリオット、アメリカ合衆国の軍人、プロボクサー（* 1962年）[319]
- 6月23日 - レベッカ・デル・リオ（英語版）、アメリカ合衆国のシンガーソングライター、女優（* 1967年）[320]
- 6月24日 - 藤本佐和子、日本の旅館従業員、城西館大女将（* 1928年?）[321]
- 6月24日 - 張勃興（中国語版）、中華人民共和国の政治家、元陝西省長・副省長、元陝西省人民代表大会常務委員会主任、元中国共産党陝西省委員会書記、元全国政治協商会議常務委員会委員（* 1930年）[322]
- 6月24日 - 岩合泰治、日本の洋画家（* 1930年）[323][324]
- 6月24日（訃報発表日） - アイコ・イベン・ジュニア（英語版）、アメリカ合衆国の天文学者、イリノイ大学アーバナ・シャンペーン校名誉教授（* 1931年）[325]
- 6月24日 - ディエゴ・セギー（英語版、スペイン語版）、キューバの元プロ野球選手（* 1937年）[326]
- 6月24日 - ヴェルナー・マイスナー（英語版、ドイツ語版）、ドイツの経済学者、ゲーテ大学フランクフルト・アム・マイン教授・元学長（* 1937年）[327]
- 6月24日 - ジョセフ・ジョルダーノ（英語版）、アメリカ合衆国の外科医、元ジョージ・ワシントン大学病院外科部長（* 1940年?）[328]
- 6月24日 - ボビー・シャーマン（英語版）、アメリカ合衆国の歌手、俳優（* 1943年）[329]
- 6月24日 - 大城信吉、日本の写真家、全日本写真連盟沖縄県本部顧問、元沖縄写真連盟会長（* 1943年?）[330]
- 6月24日 - クラーク・オロフソン（英語版、スウェーデン語版）、スウェーデンの犯罪者【ノルマルム広場強盗事件など】（* 1947年）[331]
- 6月24日 - アルヴァロ・ヴィターリ（英語版、イタリア語版）、イタリアの俳優、コメディアン（* 1950年）[332]
- 6月24日 - セルジュ・フィオーリ（英語版、フランス語版）、カナダのプログレッシブ・ロック・ミュージシャン、元「ハーモニウム（英語版）」のメンバー（* 1952年）[333]
- 6月24日 - フランス・コッフリー（オランダ語版）、オランダの実業家、元コーポレート・エクスプレス（英語版）会長（* 1952年）[334]
- 6月24日 - 鄒放鳴（中国語版）、中華人民共和国の教育学者、教育史学者、中国鉱業大学（中国語版）教授・元中国共産党委員会書記（* 1957年）[335]
- 6月24日 - 柳成葉（朝鮮語版）、大韓民国の地方公務員、政治家、元国会議員、元井邑市長、元全羅北道文化観光局長・経済通商局長（* 1960年）[336]
- 6月24日 - 田口善一、日本の実業家、ZenmuTech社長（* 1960年?）[337]
- 6月24日（訃報発表日） - ギャレット・ヒクリング（英語版）、カナダの元車いすラグビー選手、2004年パラリンピック銀メダリスト、2008年パラリンピック銅メダリスト（* 1970年）[338]
- 6月24日 - 土橋精一、日本の政治家、元山梨県下部町長（* 生年不明）[339]
- 6月24日 - 岡田周三、日本の政治家、元愛媛県野村町議会・西予市議会議員（* 生年不明）[340]
- 6月25日 - 松崎昭雄、日本の実業家、元森永製菓社長・会長（* 1931年）[341]
- 6月25日 - ヴィム・ファン・エーケレン（英語版、オランダ語版）、オランダの外交官、政治家、元西欧同盟事務総長、元防衛相、元外務長官、元第一院・第二院議員（* 1931年）[342]
- 6月25日 - 村川千秋、日本の指揮者、音楽監督、山形交響楽団創立名誉指揮者（* 1933年）[343]
- 6月25日 - 加藤恒雄、日本の環境運動家、元公害なくせ!兵庫県民大集会実行委員会事務局長（* 1933年?）[344]
- 6月25日 - 有山長佑、日本の薩摩焼の陶芸家、本窯長太郎焼窯元（* 1935年）[345]
- 6月25日 - パット・ウィリアムズ、アメリカ合衆国の政治家、元下院議員、元モンタナ州議会下院（英語版）議員、元モンタナ大学教授（* 1937年）[346]
- 6月25日 - ロバート・F・ヘフナー（英語版）、アメリカ合衆国の元プロ野球選手（* 1938年）[347]
- 6月25日 - 姜南周、大韓民国の歴史学者、ジャーナリスト、元釜慶大学校総長・教授（* 1939年）[348]
- 6月25日 - 陳奮武（中国語版）、中華人民共和国の書家、元中国書法家協会理事、元福建省書法家協会主席、元福建省政治協商会議常務委員会委員（* 1941年）[349]
- 6月25日 - コーネリウス・O・アデバヨ（英語版、ヨルバ語版）、ナイジェリアの政治家、元通信相、元元老院（英語版）議員、元クワラ州知事（* 1941年）[350]
- 6月25日 - 蔡瀾、シンガポール出身の香港の作家、美食家、司会者、映画プロデューサー（* 1941年）[351]
- 6月25日 - キャロライン・マッカーシー（英語版）、アメリカ合衆国の銃規制活動家、殺人被害者遺族【ロングアイランド鉄道銃乱射事件（英語版）】、政治家、元下院議員（* 1944年）[352]
- 6月25日 - 小玉弘之、日本の医師、社会医療法人正和会理事長、元秋田県医師会会長、元日本医師会常任理事（* 1953年）[353]
- 6月25日 - 王明賢（中国語版）、中華人民共和国の建築家、建築評論家、キュレーター、中央美術学院客員教授、元中国芸術研究院（中国語版）建築芸術研究所副所長、元中国国家画院（中国語版）研究員（* 1954年）[354]
- 6月25日 - 佐々木園、日本の高分子化学者、京都工芸繊維大学教授（* 1961年?）[355]
- 6月25日 - 森下仁之、日本の元サッカー選手、指導者（* 1967年）[356]
- 6月25日（遺体発見日） - 稲田千秋、日本の形成外科医、登山家（* 1984年）[357]
- 6月25日 - 青笹寛史、日本の実業家、アズール創業者（* 1996年）[358]
- 6月26日 - 岩倉信夫、日本の公安委員会幹部、元北見方面公安委員長（* 1927年?）[359]
- 6月26日 - 真境名由苗（仲間苗子）、日本、アメリカ合衆国の琉球舞踊家、元真境名本流家元（* 1929年）[360]
- 6月26日 - 薛厚民（中国語版）、中華人民共和国の政治家、元株洲市長（* 1929年）[361]
- 6月26日 - 山村茂雄、日本の平和運動家、第五福竜丸平和協会顧問（* 1931年?）[362]
- 6月26日 - ラロ・シフリン、アルゼンチン、アメリカ合衆国の作曲家、ピアニスト、指揮者、編曲家（* 1932年）[363]
- 6月26日 - ビル・モイヤーズ（英語版）、アメリカ合衆国のジャーナリスト、元ホワイトハウス報道官（* 1934年）[364]
- 6月26日 - テリー・マギー、ニュージーランド出身のカナダの地理学者、社会学者、元ブリティッシュコロンビア大学教授・アジア研究所創設所長、元マラヤ大学・香港大学・オーストラリア国立大学教員（* 1936年）[365]
- 6月26日 - リック・ハースト（英語版）、アメリカ合衆国の俳優（* 1946年）[366]
- 6月26日 - 大浜憲司、日本の町内会幹部、元鞆町内会連絡協議会会長（* 1947年?）[367]
- 6月26日（訃報発表日） - 小林幸和、日本のジャーナリスト、元神戸新聞社文化事業局長、元デイリースポーツ社監査役（* 生年不明）[368]
- 6月26日 - 渋谷昇、日本の中華料理店経営者、中国料理昇龍店主（* 生年不明）[369]
- 6月27日 - 合田成男、日本の舞踊評論家、ジャーナリスト（* 1923年）[370]
- 6月27日 - 西村次雄、日本の地方公務員、元高知県伊野町助役（* 1924年?）[371]
- 6月27日 - エドワード・A・ミッケルソン（英語版）、アメリカ合衆国の元プロ野球選手（* 1926年）[372]
- 6月27日 - 西形節子、日本の舞踊評論家（* 1929年）[373]
- 6月27日 - 吉田汀史、日本の俳人（* 1931年?）[374]
- 6月27日 - ビル・デリンジャー（英語版）、アメリカ合衆国の元中距離走選手、指導者、1964年オリンピック銅メダリスト（* 1934年）[375]
- 6月27日 - 徐俊西（中国語版）、中華人民共和国の作家、政治家、元中国共産党上海市委員会宣伝部副部長、元上海社会科学院（中国語版）文学研究所所長・副所長、元復旦大学副教授（* 1935年）[376]
- 6月27日 - バリー・ヒルズ、イギリスの調教師（* 1937年）[377]
- 6月27日 - 陳雷（中国語版）（呉景裕）、中華民国（台湾）、カナダの作家、医師（* 1939年）[378]
- 6月27日 - 張振東（中国語版）、中華人民共和国の放送編集者、政治家、元国家広播電影電視総局・広播電影電視部（中国語版）総編集室主任、元中央人民広播電台副台長、元中央広播事業局（中国語版）副局長（* 1939年）[379]
- 6月27日 - イレアナ・シライ（英語版、ルーマニア語版、ハンガリー語版）、ルーマニアの元中距離走選手、1968年オリンピック銀メダリスト（* 1941年）[380]
- 6月27日 - ビル・デネヒー（英語版）、アメリカ合衆国の元プロ野球選手（* 1946年）[381]
- 6月27日 - リチャード・バウチャー（英語版）、アメリカ合衆国の外交官、政治家、元広報担当・南アジアおよび中央アジア担当国務次官補、元国務省報道官、元駐キプロス・経済協力開発機構大使（* 1951年）[382]
- 6月27日 - ホスケン・パウエル（英語版）、アメリカ合衆国の元プロ野球選手（* 1955年）[383]
- 6月27日 - 王希恩（中国語版）、中華人民共和国の民族学者、中国社会科学院民族学人類学研究所研究員、中国社会科学院大学（中国語版）特聘教授（* 1957年）[384]
- 6月27日 - 南條みつ雄、日本の俳優（* 1961年）[385]
- 6月27日 - 谷口マルタ正明、日本のミュージシャン、「プノンペンモデル」「echo-U-nite」「無辺のデデ」「マルタと星霜」のメンバー（* 1962年?）[386]
- 6月27日 - シェファリ・ジャリワラ（英語版、ヒンディー語版）、インドの女優、モデル（* 1982年）[387]
- 6月27日 - S・T、日本の殺人犯、死刑囚【座間9人殺害事件】（* 1990年）[388]
- 6月28日 - 三善清達、日本の音楽評論家、東京音楽大学名誉教授・元学長（* 1926年）[389]
- 6月28日（訃報発表日） - マバンドラ王子（英語版）、エスワティニの王族、政治家、ムスワティ国王最高諮問委員会委員、元首相（* 1930年）[390]
- 6月28日 - D・ウェイン・ルーカス、アメリカ合衆国の調教師（* 1935年）[391]
- 6月28日または6月29日 - アラン・ピーコック（英語版）、イギリスの元サッカー選手、元イングランド代表（* 1937年）[392]
- 6月28日 - イーホル・カリネッツ（英語版、ウクライナ語版）、ソビエト連邦、ウクライナの詩人、出版家、政治活動家、元政治犯（* 1939年）[393]
- 6月28日 - ジャッキー・ヴェルニュ（英語版、フランス語版）、フランスの元プロサッカー選手、元同国代表（* 1948年）[394]
- 6月28日 - デイヴ・パーカー、アメリカ合衆国の元プロ野球選手【ピッツバーグ・パイレーツほか所属】、アメリカ野球殿堂表彰者（* 1951年）[395]
- 6月28日（訃報発表日） - ウェイン・ラーキンズ（英語版）、イギリスの元クリケット選手、元イングランド代表（* 1953年）[396]
- 6月28日（訃報発表日） - ティグラン・ナルバンディアン（英語版、アルメニア語版）、アルメニアのチェスプレイヤー、指導者、グランドマスター（* 1975年）[397]
- 6月28日（訃報発表日） - 田辺哲夫、日本の政治家、元高知県四万十町議会議員（* 生年不明）[398]
- 6月28日 - 須沢孝雄、日本の実業家、元サンリン社長（* 生年不明）[399]
- 6月29日 - 黄本立（中国語版）、中華人民共和国の分析化学者、原子スペクトル研究者、廈門大学教授、元中国科学院長春応用化学研究所研究員（* 1925年）[400]
- 6月29日 - スチュアート・バロウズ、イギリスのオペラ歌手、テノール（* 1933年）[401]
- 6月29日 - 池田勇諦、日本の浄土真宗の僧侶、仏教学者、真宗大谷派董理院院長、同朋大学名誉教授・元学長、元西恩寺住職（* 1934年）[402]
- 6月29日 - 平良薫、日本の琉球古典音楽家、地方公務員、野村流音楽協会師範・元副会長、元沖縄県大宜味村助役、元伝統組踊正風会会長（* 1935年?）[403]
- 6月29日 - ヴォルフガング・ベーマー（英語版、ドイツ語版）、ドイツの産婦人科医、政治家、元連邦参議院議員・議長、元ザクセン＝アンハルト州首相・労働社会相・財政相、元ザクセン＝アンハルト州議会議員（* 1936年）[404]
- 6月29日 - 尹乃鉉、大韓民国の歴史学者、檀国大学校名誉教授・元副総長・元中央博物館館長（* 1939年）[405]
- 6月29日 - 河合辰男、日本の政治家、元岐阜県美並村長（* 1940年?）[406]
- 6月29日 - ペンティ・マティカイネン（英語版、フィンランド語版）、フィンランドのアイスホッケー指導者【元同国代表監督】、1988年冬季オリンピック銀メダリスト（* 1950年）[407]
- 6月29日 - 王浩一（中国語版）、中華民国（台湾）のテレビ司会者、作家（* 1956年）[408]
- 6月29日 - 儀惣淳一、日本の政治家、元北海道三笠市議会議員・副議長（* 1956年?）[409]
- 6月29日 - 黄俊錫、大韓民国のプロボクサー（* 1960年?）[410]
- 6月29日 - シム・ジェヒョン、大韓民国のアイドル、歌手、元「F.able」のメンバー（* 2002年）[411]
- 6月30日 - 彭歌（中国語版）、中華民国（台湾）の作家、ジャーナリスト、元香港時報（中国語版）董事長、元中央日報社長、元新生報（中国語版）編集長・副社長（* 1926年）[412]
- 6月30日 - ルイス・パスクアル・ドリ（英語版、スペイン語版）、アルゼンチンのカトリック教会の聖職者、枢機卿（* 1927年）[413]
- 6月30日 - 足立原貫、日本の哲学者、草刈り十字軍運動創始者、元富山県立大学短期大学部教授（* 1930年）[414]
- 6月30日 - 陳維寿（中国語版）、中華民国（台湾）の昆虫学者、チョウ研究者、蝴蝶宮昆虫科学博物館創設者、元成功高級中学教員（* 1931年）[415]
- 6月30日 - 賀来周一、日本の日本福音ルーテル教会の牧師、神学者、元ルーテル学院大学・日本ルーテル神学校教授、元キリスト教カウンセリングセンター理事長（* 1931年）[416]
- 6月30日 - ワンダ・ドス・サントス（英語版、ポルトガル語版）、ブラジルの元ハードル競走選手（* 1932年）[417]
- 6月30日 - 朱維申（中国語版）、中華人民共和国の岩石力学者（英語版）、岩盤工学者、山東大学教授、元中国科学院武漢岩土力学研究所第一副所長（* 1932年）[418]
- 6月30日 - 内山彪、日本の実業家、元ブリヂストン副社長（* 1934年?）[419]
- 6月30日 - 喜志哲雄、日本の演劇学者、京都大学名誉教授（* 1935年）[420]
- 6月30日 - ヨン・チェルネア（英語版、ルーマニア語版）、ルーマニアの元グレコローマン式レスラー、1960年オリンピック銀メダリスト、1964年オリンピック銅メダリスト（* 1935年）[421]
- 6月30日 - ケネス・コリー、イギリスの俳優（* 1937年）[422]
- 6月30日 - 村井真二、日本の有機合成化学者、大阪大学名誉教授（* 1938年）[423]
- 6月30日 - 丁世発（中国語版）、中華人民共和国の政治家、元全国人民代表大会代表、元遼寧省高級人民法院院長、元中国共産党遼寧省委員会政法委員会書記、元中国共産党瀋陽市委員会宣伝部長・副書記・教科工委員会書記・政法委員会書記、元中国共産党瀋陽大学（中国語版）委員会副書記・遼寧大学委員会組織部副部長（* 1943年）[424]
- 6月30日 - ラヨシュ・サトマレアヌ（英語版、ルーマニア語版、ハンガリー語版）、ルーマニアの元サッカー選手、指導者、元同国代表（* 1944年）[425]
- 6月30日 - 弥重節子、日本の政治家、島根県益田市議会議員（* 1948年?）[426]
- 6月30日 - ジム・シューター（英語版）、アメリカ合衆国の漫画原作者、編集者、元マーベル・コミック編集長（* 1951年）[427]
- 6月30日 - 田中一典、日本の政治家、北海道妹背牛町長、元妹背牛町議会議員（* 1956年?）[428]
- 6月30日 - 川島博志、日本の実業家、元三重エフエム放送社長（* 1959年?）[429]
- 6月30日 - 高雄右京、日本の漫画家（* 1971年）[430]

## 没日不明
- 6月中 - 野口英一、日本の実業家、野口装美社長（* 1968年?）[431]
- 6月中 - 福岡詩乃里、日本のヴァイオリニスト、演歌師【東京演芸協会所属】（* 生年不明）[432]